# Hispano-Suiza

Hispano-Suiza (Іспано-Суїза) — з 1904 року іспанський виробник автомобілів. Штаб-квартира розташована у Барселоні. У 1938 році компанія припинила виробництво легкових автомобілів.

## Еміліо де ла Квадра. Автомобілі La Cuadra
У 1898 році адмірал Еміліо де ла Квадра разом з інженером Карлосом Веліно засновують фірму Compañía General Española de Coches Automóviles Emilio de la Cuadra SC. Фірма продавала автомобілі марки Benz, проте ці два пани вирішили будувати власні автомобілі на електротязі. 1899 року Веліно кличе до себе працювати своїм помічником Марка Біркігта, з яким він познайомився ще під час навчання на інженера в Женеві.
Фірма, яка почала будувати транспортні засоби під маркою La Cuadra, встигла побудувати 2-місний 3 кВт легковий електромобіль La Cuadra 1, також були побудовані вантажівка і автобус на 20 місць з електромотором, обидва мали 12 кВт мотори та акумулятори загальною ємністю в 450 А/год. Автобус був куплений містом Барселона, але незабаром він був знятий з рейсу, оскільки при максимальній швидкості в 18 км/год батареї вистачало всього на 35 км шляху.
Після таких невдач фірма побудувала гібриди з електромотором і бензиновим 2-циліндровим мотором об'ємом в 1.1 л і потужністю в 5 к.с., таких автомобілів було побудовано 2 шт. Крім цього, побудували гібрид, який мав 2 електромотора і ДВЗ потужністю 25 сил, ця машина отримала назву La Cuadra 2.

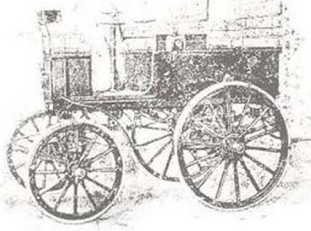
La Cuadra 1

Незабаром Біркігт наполягає на своєму, і фірма починає виробляти суто автомобілі з ДВЗ — одноциліндровий 4,5-сильний і 2-циліндровий 7,5-сильний, об'ємом 1.1 л, який агрегатувався до цього з електромоторами на гібридних моделях.

## Автомобілі Castro

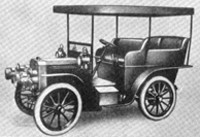
Castro 10HP

Таких автомобілів загалом було зібрано близько 6 штук, коли фірма в 1901 році збанкрутувала. Тим часом Біркігт поїхав до Швейцарії. 1902 року активи фірми перекуповує Хуан Хайме Кастро, який був одним з кредиторів адмірала, він перейменовує фірму в "Sté Juan Castro S. en C. Fabrica Hispano-Suiza de Automoviles". Кастро кличе Марка продовжити роботу в його фірмі, Біркігт приїжджає назад в Барселону, і під його наглядом компанія продовжила випускати продукцію, яку випускала фірма "Ла Кватро". Він будує 2-циліндровий 2.3 л автомобіль 10НР і 4-циліндровий великий автомобіль з мотором, об'ємом 6.8 л - 20НР, незабаром модель 10НР була замінена на потужніший 4-циліндровий автомобіль 14НР, об'ємом 2.2 л. Усі автомобілі цієї марки комплектувалися карданним валом.

## Компанія Hispano-Suiza
Однак встигли випустити всього з десяток автомобілів різних моделей, коли 11 грудня 1903 року оголосили себе банкрутом. 14 червня 1904 року збанкрутілу фірму купують фінансисти з Барселони — Дон Даміан Матеу і Франсіско Сейо, а Марку Біркігту пропонується роль технічного директора й надається право патентувати винаходи на своє ім'я, що давало змогу отримувати  відсоток з продажів. Фірма отримує назву "Hispano-Suiza, fabrica de automoviles". Одним із спонсорів фірми став король Іспанії Альфонсо 13, який був фанатом автомобілів.

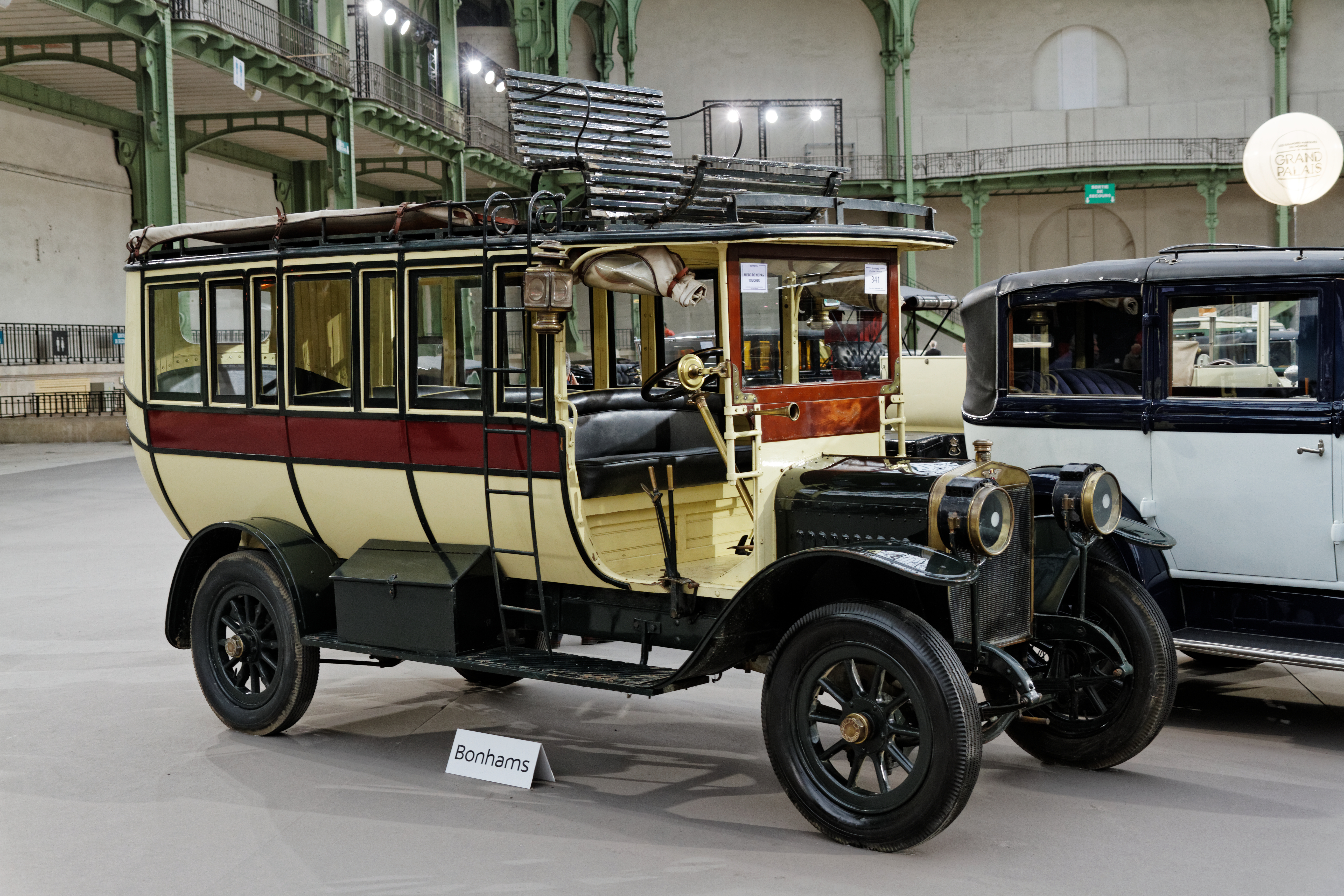
Hispano-Suiza 20CV

За основу перших моделей нової марки, яка стала носити назву Hispano-Suiza, Біркігт взяв моделі "Кастро" — 14 і 20.
Однак в небагатій і старомодній Іспанії автомобілі продаються зі скрипом, правління фірми приймає рішення вийти на французький ринок, для Паризької автомобільної виставки 1906 року Марк готує дві нові моделі - 20/24CV з 3.8 л мотором і 7.4 л 35/40CV. Ліцензію на ці автомобілі купують швейцарці Поль Піккар і Люсьєн Пікте, які починають продавати автомобілі під маркою SAG, в 1910 році вони перейменують фірму в Pic-Pic.
Через рік з'являються 6-циліндрові моделі 40/50 і 60/75. Автомобілі марки відрізняє в цей період легка рама, подвійне запалювання, багатодискове зчеплення і 4-ступенева коробка передач, 11-літровий 60/75 став першим автомобілем марки, у якому змащення відбувалося під тиском, що стало звичайним явищем на наступних моделях, до речі, 60/75 міг розвивати швидкість в 120 км/год. У тому ж році модель 20/24 модернізується, потужність доведена до 30 к.с., тому вона отримує новий індекс — 20/30.

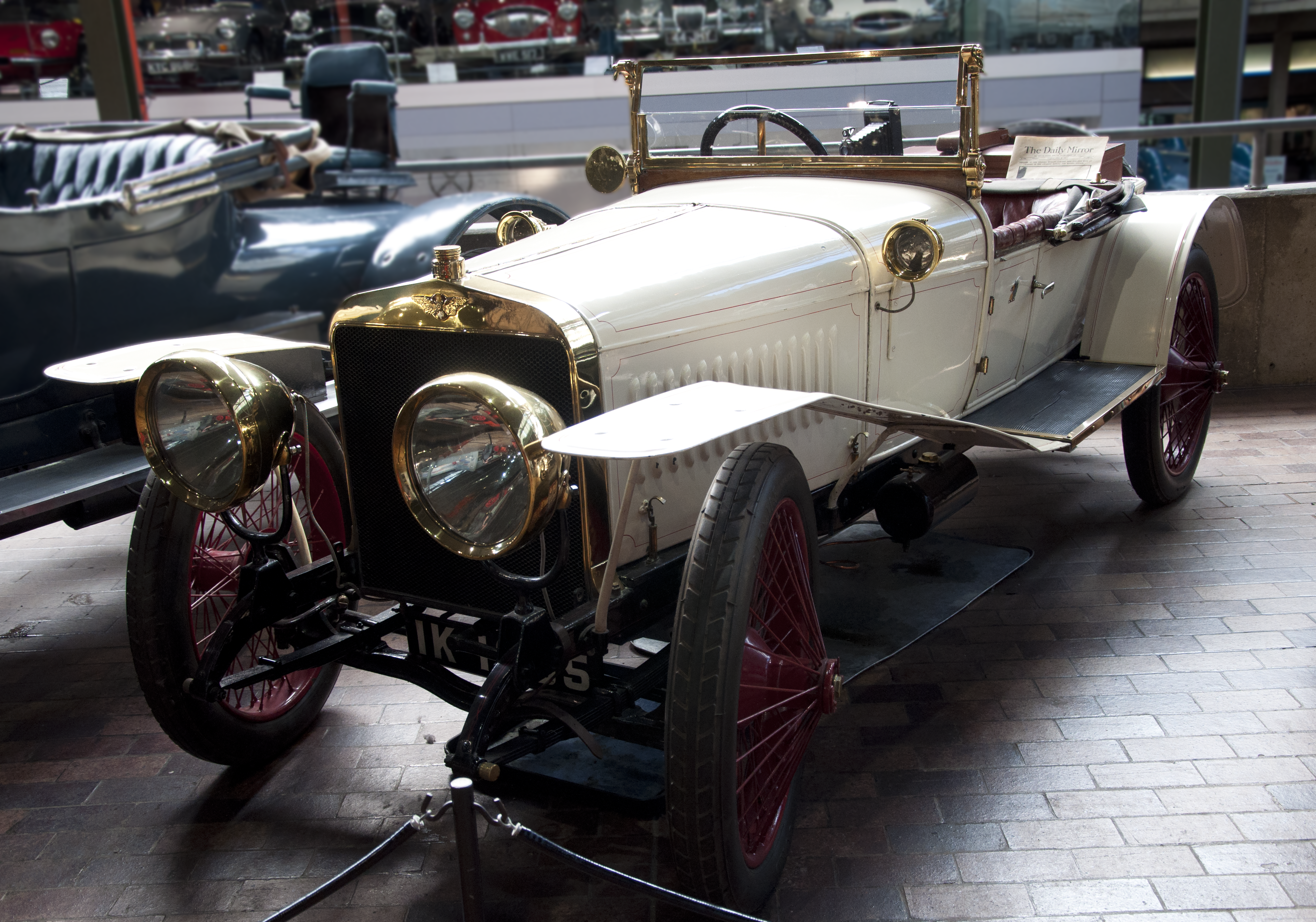
Hispano-Suiza 12/15CV

У тому ж році фірма вклала величезні гроші в новий завод і купівлю землі під нього в місцевості Сагрера, після чого послідували фінансові труднощі, вирішити які можливо, почавши продавати доступну і невелику машину. Так з'являється 2.2 л 15-сильна модель 12/15CV з боковим розташуванням клапанів. Ця модель протримається у виробництві на іспанських заводах з різними оновленнями аж до 1920 року. Ці не особливо потужні, але легкі автомобілі могли розвивати швидкість до 75 км/год.

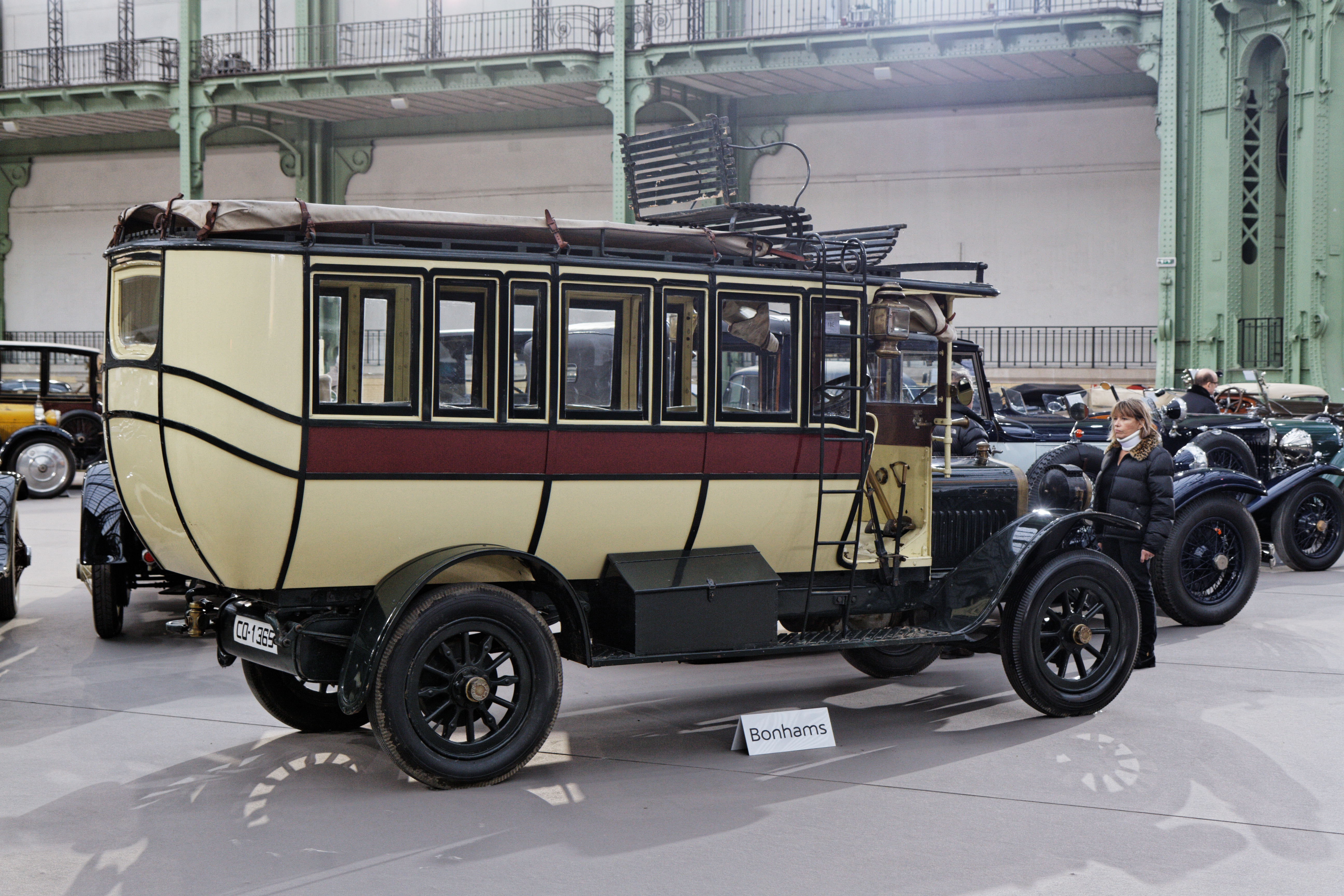
Автобус на базі Hispano-Suiza 12/15CV

На базі цих автомобілів з'явилися перші автобуси фірми, правда, автобуси будувалися на подовженій рамі.
До речі, саме з цього року на ґратах радіатора з'являється емблема з іспанським та швейцарським прапором.
У 1909 році король Іспанії Альфонсо XIII організовує гонки "войтюреток" на кубок Каталонії — "Catalan Cup", який повинен пройти на 28 км трасі на курорті Ситжес, на південь від Барселони. Він хотів би бачити в ряді переможців марку, покровителем якої він є. Однак в гонках є свої регламенти. До речі, в регламенті були прописані хід, діаметр поршня і співвідношення до кількості циліндрів, так, наприклад, одноциліндрові мотори повинні були мати діаметр не більше 100 і хід не більше 250 мм, для 4-циліндрових моторів ці параметри становили 65 на 140 мм. Біркігт будує "войтюретки" з 4-циліндровими моторами, об'ємом 1852 кубики і потужністю в 30 сил.
Під час гонок Поль Дзуккареллі обігнав Гу і Бойлло, які їхали на Lion-Peugeot, і лідирував 3 кола (треба було проїхати 13 кіл в цій гонці), поки у машини не відмовило зчеплення, і він зійшов з перегонів, незабаром Бойлло вилетів з траси, розбивши машину, слідом за ним в кущі послідував Дерні, який їхав на "Хіспано-Сюїза", в результаті з 11 гонщиків на трасі залишилося 4. На жаль, для Альфонсо Тринадцятого, першим з цих 4-х фінішував Гу на "Ліон-Пежо", а замикав гонку Піллевердьє на автомобілі його улюбленої марки, "Ліон-Пежо" мав одноциліндровий двигун.
Незабаром відбулися перегони у французькому Булоні — Coupe de l 'Auto, де автомобілі марки "Х-С" посіли п'яте, шосте та сьоме місця, першим знову був одноциліндровий "Ліон-Пежо".
Що стосується серійних автомобілів, то в 1909 році з'являється модель 30/40, яка повинна змінити 20/30. Ця модель могла бути або шикарно оброблена, як наприклад авто Маркіза де Зайаза, який був оброблений дорогими сортами дерева, шовку, срібла і слонової кістки, або ж шасі йшли для побудови автобусів, які були набагато більшими автобусів 12/15.
У 1910 році регламент гонок змінили, діаметр поршня залишився тим же, але хід його не обмежений, що дало свободу конструкторам, Біркігт будує 2.4 л автомобіль з 4-ма циліндрами, потужністю 45 к.с..

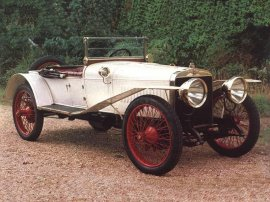
Hispano-Suiza 12/15CV

На кубок Каталонії, який проходить в травні 1909 року, виставлено 4 машини марки "Хіспано-Сюїза", 2 торішні і 2 нові. Поль Дзуккареллі приходить до фінішу 3, два перших місця займають все ті ж одноциліндрові ненависні суперникам "Ліон-Пежо".
До вересневих Coupe des Voiturettes швейцарець будує 2.6 л 16-клапанну 60-сильну версію 45CV. На старт виходять Дзуккареллі, Шассань і Піллевердьє, їх конкурент "Пежо" виставляє 2-циліндрові 2.8 л і 4-циліндрові 3.4 л автомобілі. Під час перегонів Дзуккарелі вдається обійти Гу, який їхав на 2-циліндровому автомобілі, а Шассань обійшов Бойлло, який їхав на 4-циліндровому авто, в результаті автомобілі завоювали 1 і третє місця в гонках, після чого до фірми проявила більший інтерес французька публіка. Після перемоги в гонках фірма оголосила про припинення спортивної програми свого заводу.
Після 5-місячного страйку металургів і простою заводів в Барселоні, Матеу вирішує відкрити складальне підприємство на території Франції, у передмісті Парижа — Леваллуа-Перре, на вулиці Каве, де до цього перебувало депо омнібусів, завод назвали Hispano-France. Перенесення підприємства повинно було сприяти безперебійному будівництву автомобілів і взагалі полегшити їх збут, оскільки після перемоги на гонках у Франції на марку мається не поганий попит.
Тим часом з гоночного автомобіля, який переміг на кубку Франції, з'являється серійна машина, яка отримала назву Т15 у Франції і 45CV в Іспанії. Це був 3.6 л легкий спортивний автомобіль, який розвивав 64 сили, при вазі в 1300 кг ця машина з 3-ступінчастою коробкою передач розганялась до 120 км/год, що в той час було дуже непоганим результатом. У цій машині коробка передач і блок мотора мали єдиний корпус з алюмінієвих сплавів.

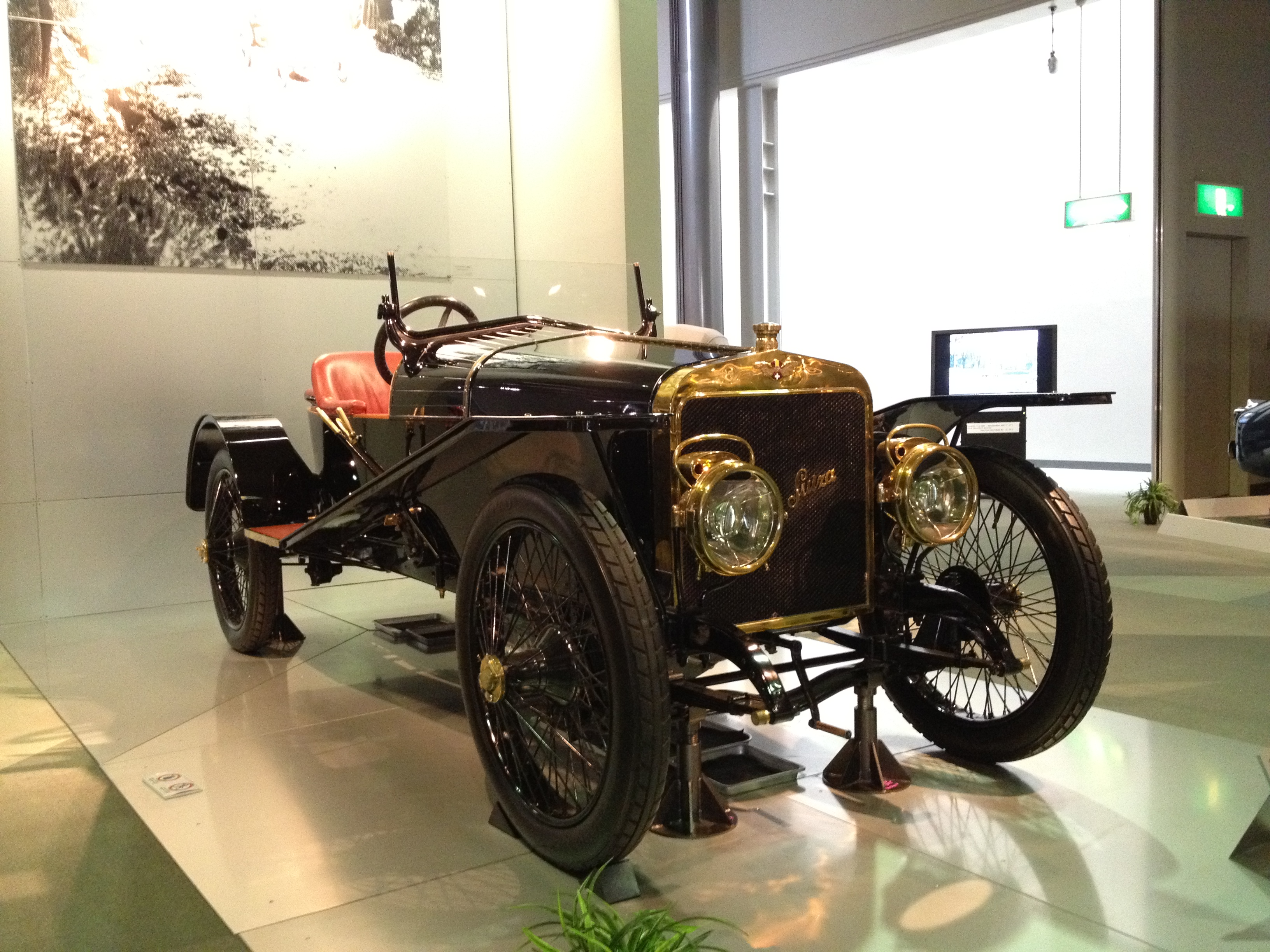
Hispano-Suiza 15/45CV Альфонсо XIII-го

Один такий автомобіль Вікторія Євгенія Баттенберг подарувала своєму чоловікові - Альфонсо XIII.

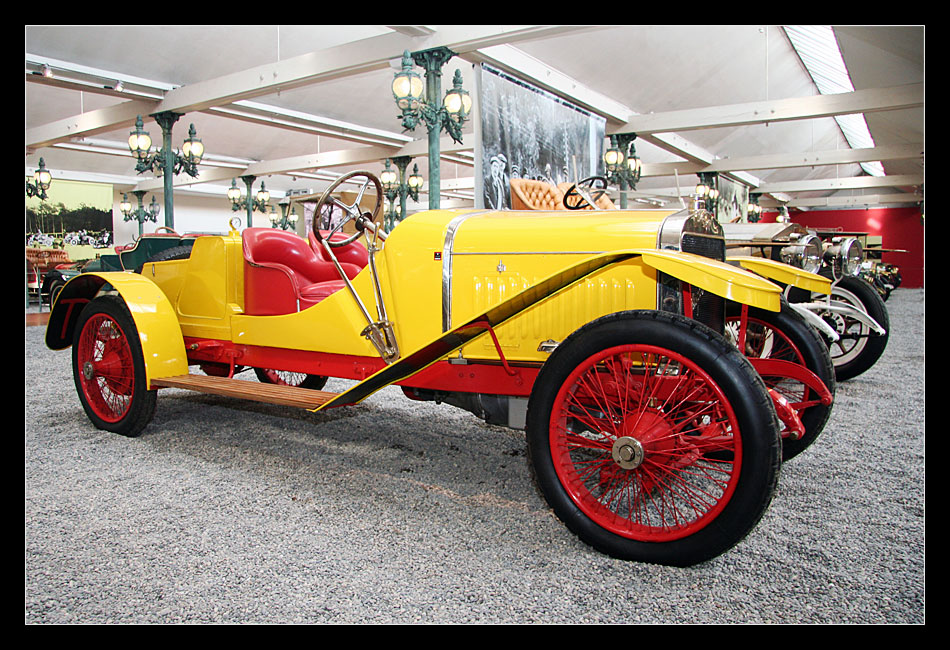
Hispano-Suiza 15/45CV

Історики вважають цю машину першою серійною та масовою спортивною машиною. Однак не тільки спортивні машини будувалися на цьому шасі, а й розкішні лімузини.
До 1912 року Марк Біркігт будує 3-літровий 100-сильний компресорний спортивний автомобіль для участі в гонках, причому, надлишковий тиск у ньому створювався парою додаткових циліндрів, проте регламентом гонок було заборонено використання будь-яких нагнітачів, так що цей автомобіль навіть не був випробуваний. Однак був доопрацьований 15/45, який отримав тепер власну назву Alfonso XIII на честь короля-покровителя. У автомобіля збільшилася база коліс (на 34 см), а КПП стала 4-ступінчастою. З 1913 року "Альфонсо 13" отримує електрообладнання (фари, внутрішнє освітлення і т.д.).
У Франції будуються автомобілі моделі "15/45 Альфонсо 13", в той час, як в Барселоні — 12CV, 15/20CV і 30/40CV. У зв'язку із зростанням виробництва у Франції, орендовані приміщення колишнього депо стають тісними, і в 1914 році фірма переїжджає в нові приміщення в Буа-Коломб.

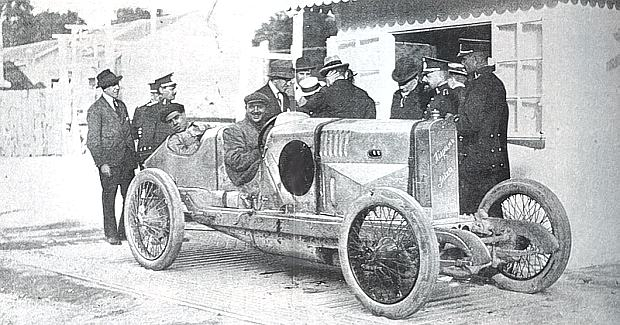
Леон Молон на Hispano-Suiza T20 La Sardinia

Для гонок Біркігт будує Т20 з 3-літровим мотором, машину намагалися максимально звузити, кузов був зроблений з алюмінієвих листів, за свій зовнішній вигляд, а також через специфічний запах вихлопних газів машина отримала прізвисько "Сардинія". У жовтні 1913 року Молоні побив рекорд сходження на гору Кот-Гайллон з середньою швидкістю в 122 км/год.

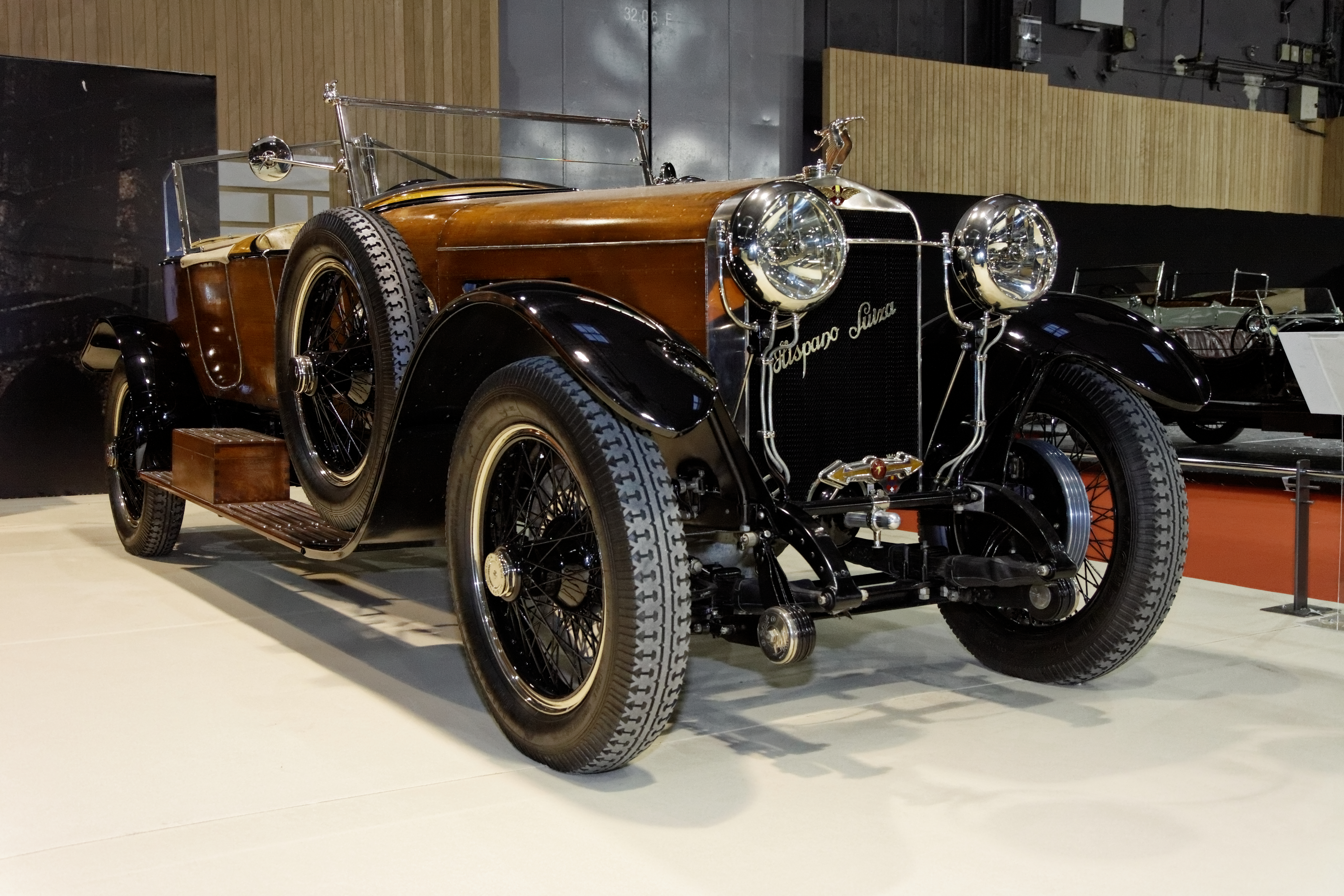
Hispano-Suiza T24 8/10CV

У 1914 році у виробничу програму додається нова модель — Т24 8/10CV, яка має 1.85 л мотор, потужністю 30 сил. Ця машина стала випускатися на новому заводі в Іспанії.

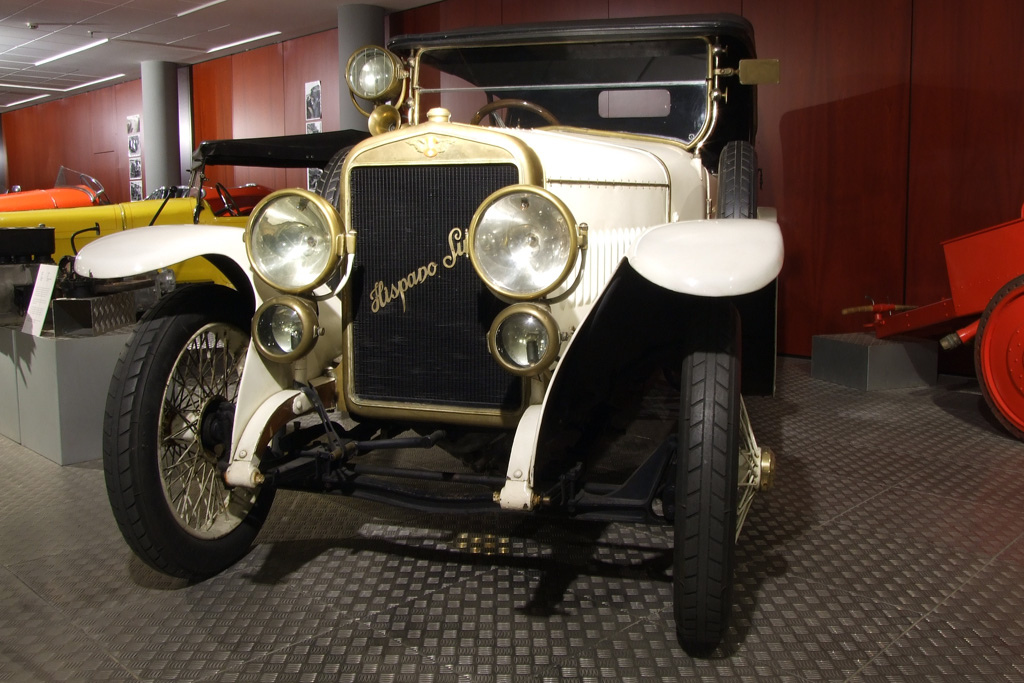
Hispano-Suiza T26 20CV James Flood Sports Roadster

Також з'являється модель Т26 20CV, спочатку машина планувалася для виробництва у Франції, тому дорожчі машини планувалося збирати у Франції, а дешевші, як Т24, — в Іспанії, але Перша світова завадила цим планам, так що виробництво цієї моделі перенесли в Іспанію. Машина планувалася як заміна "Альфонсо 13", вона навіть отримала назву "Nouvel Alfonso XIII", але за рік їх випустили всього 56 штук, з яких до наших днів дожила всього одна машина, яку свого часу поставили в Австралію.
Цей автомобіль оснащувався 16-клапанним мотором, подвійним ланцюгом газорозподілу і п'ятьма підшипниками колінчастого вала, що робило цю машину цілком досконалою для її періоду.
В Іспанії в цей час випускався ще Т23, він був близький моделі Т24.
З початком війни виробництво автомобілів у Франції згортається, проте Марк Біргікт береться за конструювання V-подібного 8-циліндрового двигуна HS 8 для літаків, мотор настільки вдалий, що незабаром 21 підприємство в 7-ми країнах вироблятимуть за ліцензією цей двигун. Спочатку 11.7 л мотор видавав 140 сил, після установки 2-х карбюраторів потужність довели до 150 сил, надалі доводили потужність до 180 сил і в 1917 році вже 200 сил знімали з цього агрегату.

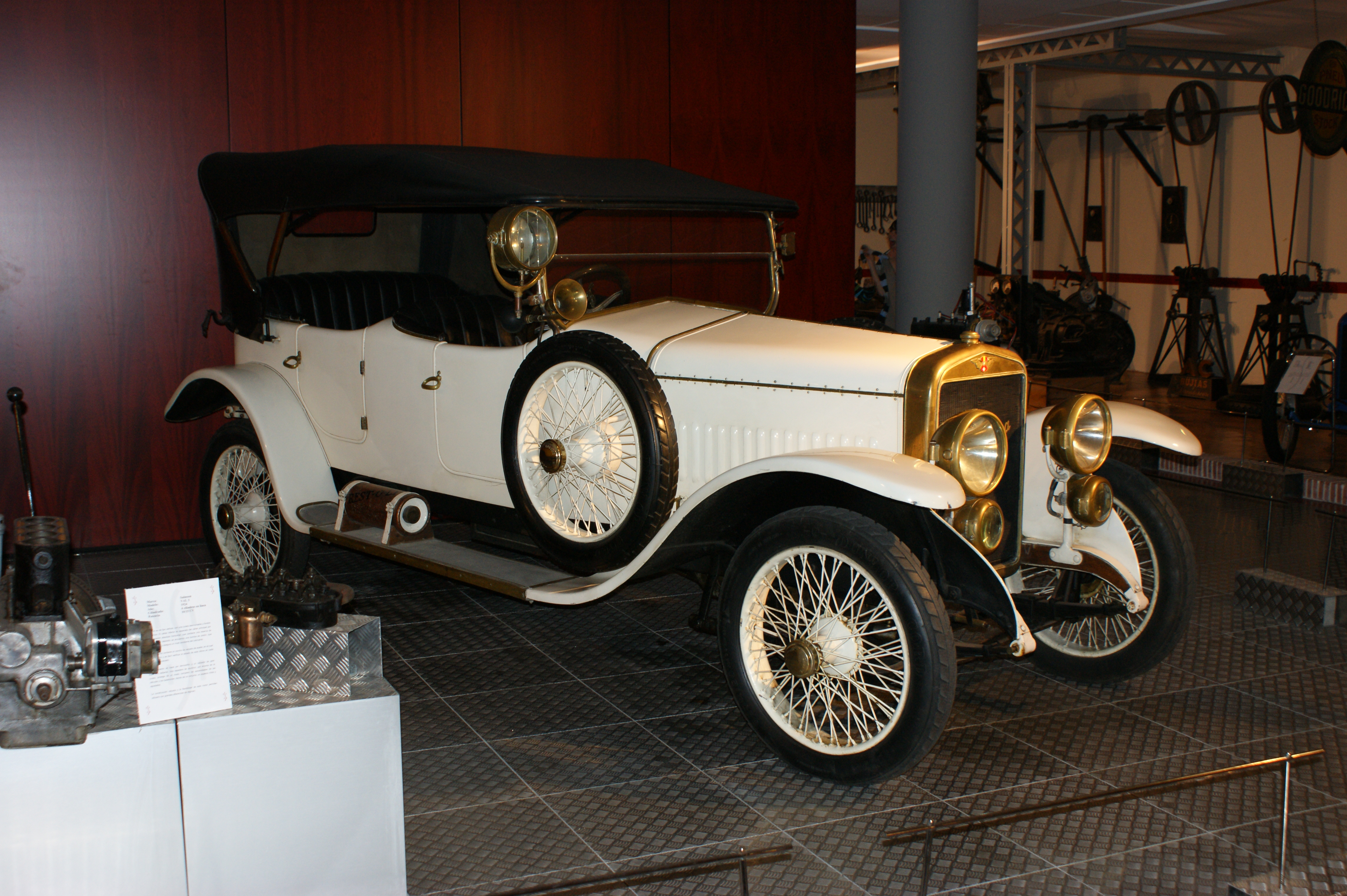
Hispano-Suiza T30 16СV Phaeton

Проте в Іспанії, яка тримає нейтралітет під час Першої світової, в цей час триває виробництво автомобілів, більше того, з'являється нова модель Т30 16CV. Це був 3-літровий 60-сильний автомобіль з верхнім розподільним валом.

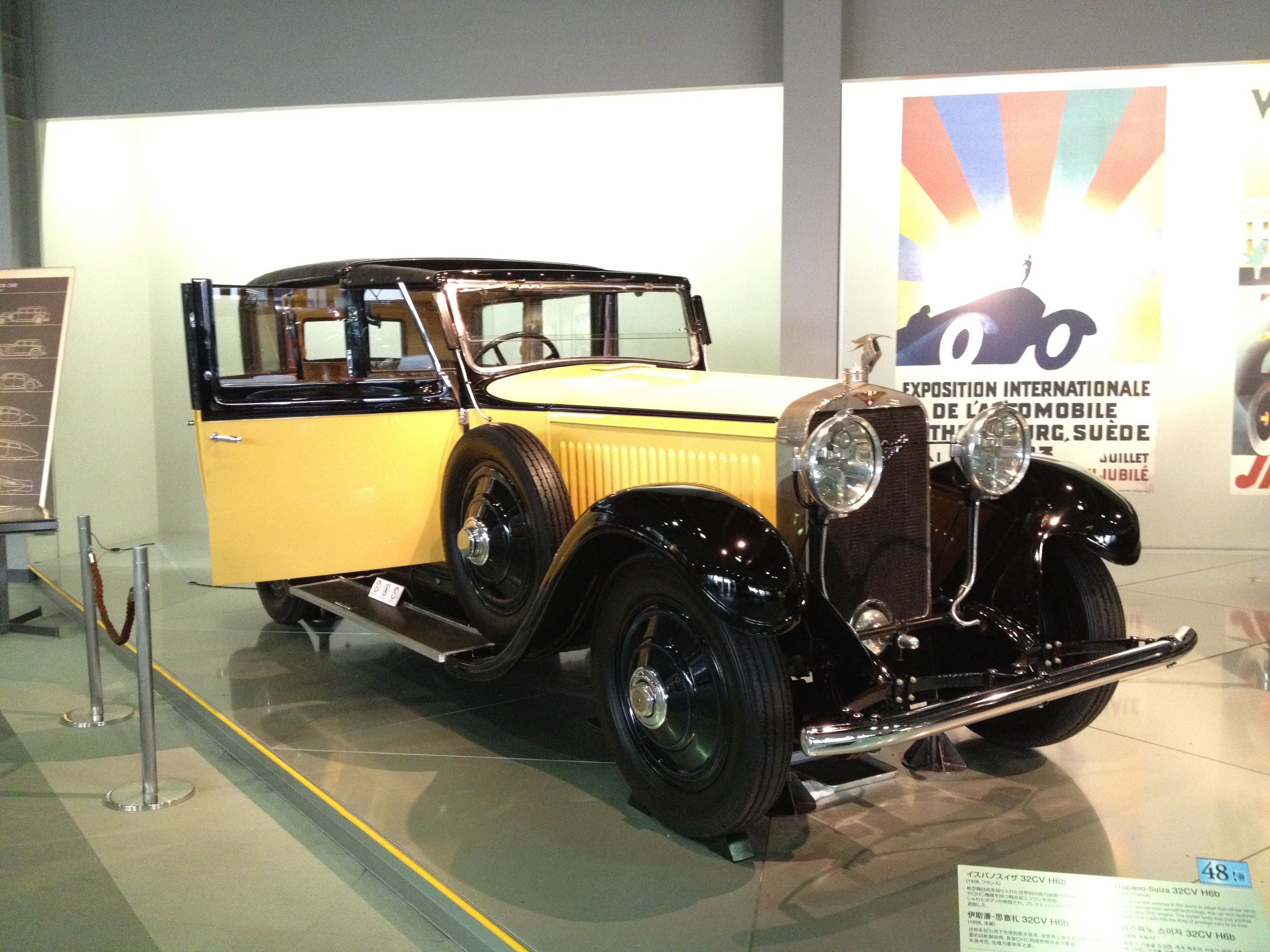
Hispano-Suiza T32 30CV Collapsible Brougham

Тоді ж з'являється більший Т32 30CV з 4.7 л мотором, потужністю 95 сил. Однак у зв'язку з тим, що в Європі йшла війна, продажі цих машин йшли мляво до кінця Першої світової війни.
Тим часом Перша світова війна потихеньку підходить до свого логічного кінця, Марк Біркігт починає конструювати шасі для післявоєнної машини. І ця машина шокувала публіку на показі автомобілів у жовтні 1919 року.
Це був 6.6 л 6-циліндровий автомобіль, двигун з алюмінієвих сплавів мав верхнє розташування валу і розвивав 135 к.с.. Шасі були легкими, але жорсткими, головною родзинкою стала наявність гальм на всіх колесах, більше того, гальма вперше мали сервопривід. Підсилювач мав привід від спеціального валу в коробці передач. Гальмівні барабани були одягнені в алюмінієві корпуси з максимально можливою площею охолоджуваної поверхні. Гальма були настільки ефективні, що їх ліцензію купили такі гранди, як "Роллс-Ройс" і "Паккард". Автомобіль мав дінастартер, це був стартер і генератор в одному корпусі, авто мало два акумулятора, автоматичне регулювання карбюратора (під різну якість палива) і автоматичний контроль свічок (система сама перевіряла роботу свічок, по черзі відключаючи їх).

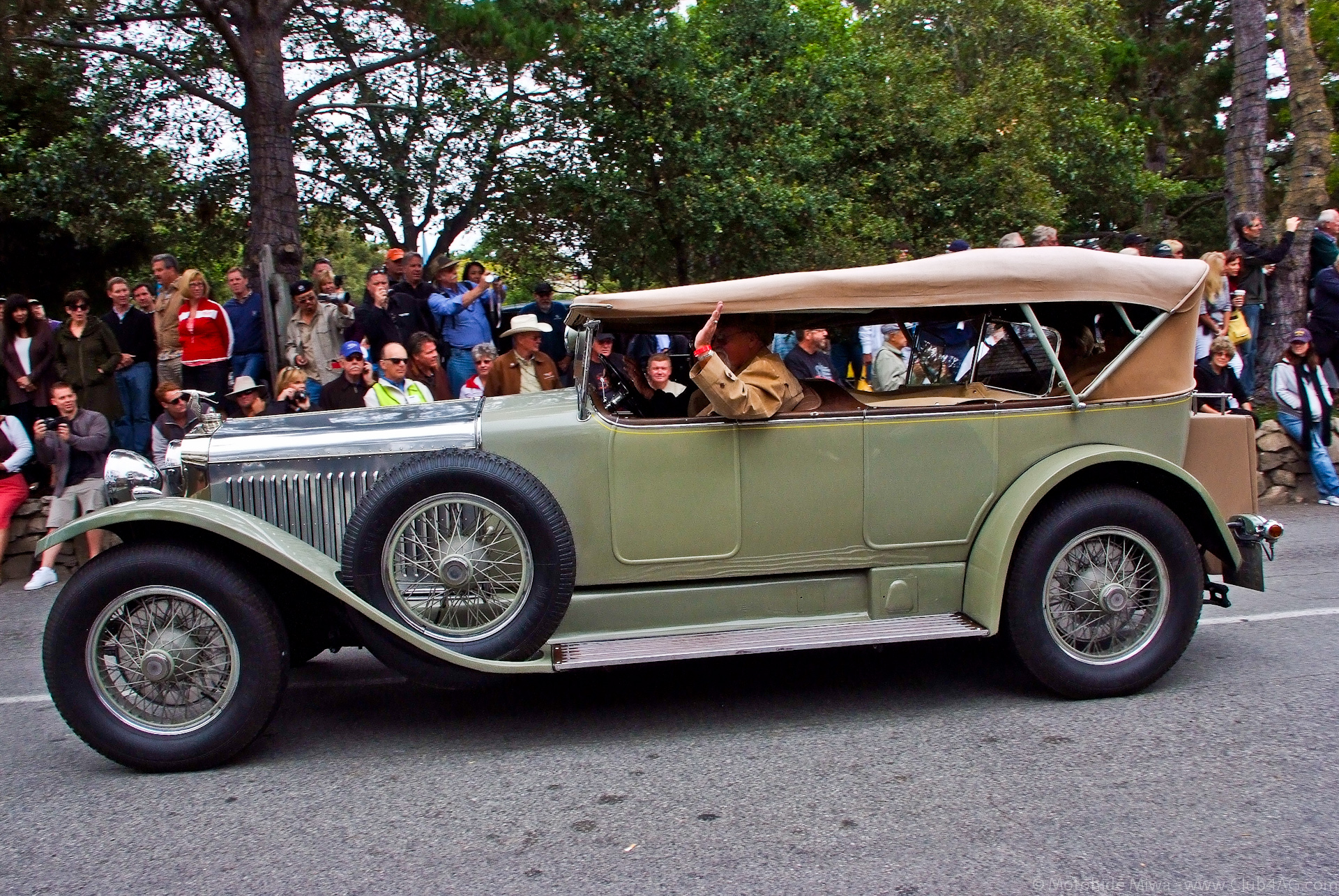
Hispano-Suiza H6 32CV Duvivier Torpedo

На радіаторі красувався створена Базеном фігурка лелеки, що летить, яка отримала назву "Cicogne Volante". Автомобіль отримав назву у Франції Н6 32CV і в Іспанії Т46 32CV.
Лелека з'явився на радіаторі в честь друга Марка Біркігта — Жоржа Гінемера, він літав на літаках французької марки SPAD, на яких якраз стояли мотори Hispano-Suiza HS8. Гінемер був льотчиком-асом, що збив 53 літака під час війни, на літаках його ескадрильї були зображені лелеки - символ Лотарингії та Ельзасу, на який постійно претендували німці. 11 вересня 1917 року 22-річний ас пропав безвісти в небі над Бельгією, німецький ас Курт Віссман заявив, що це він збив французького аса, правда це чи ні ніхто не знає, оскільки Віссман був збитий або британським, або канадським асом 28 вересня того ж року. Останки літака і Гінемера так і не були знайдені.

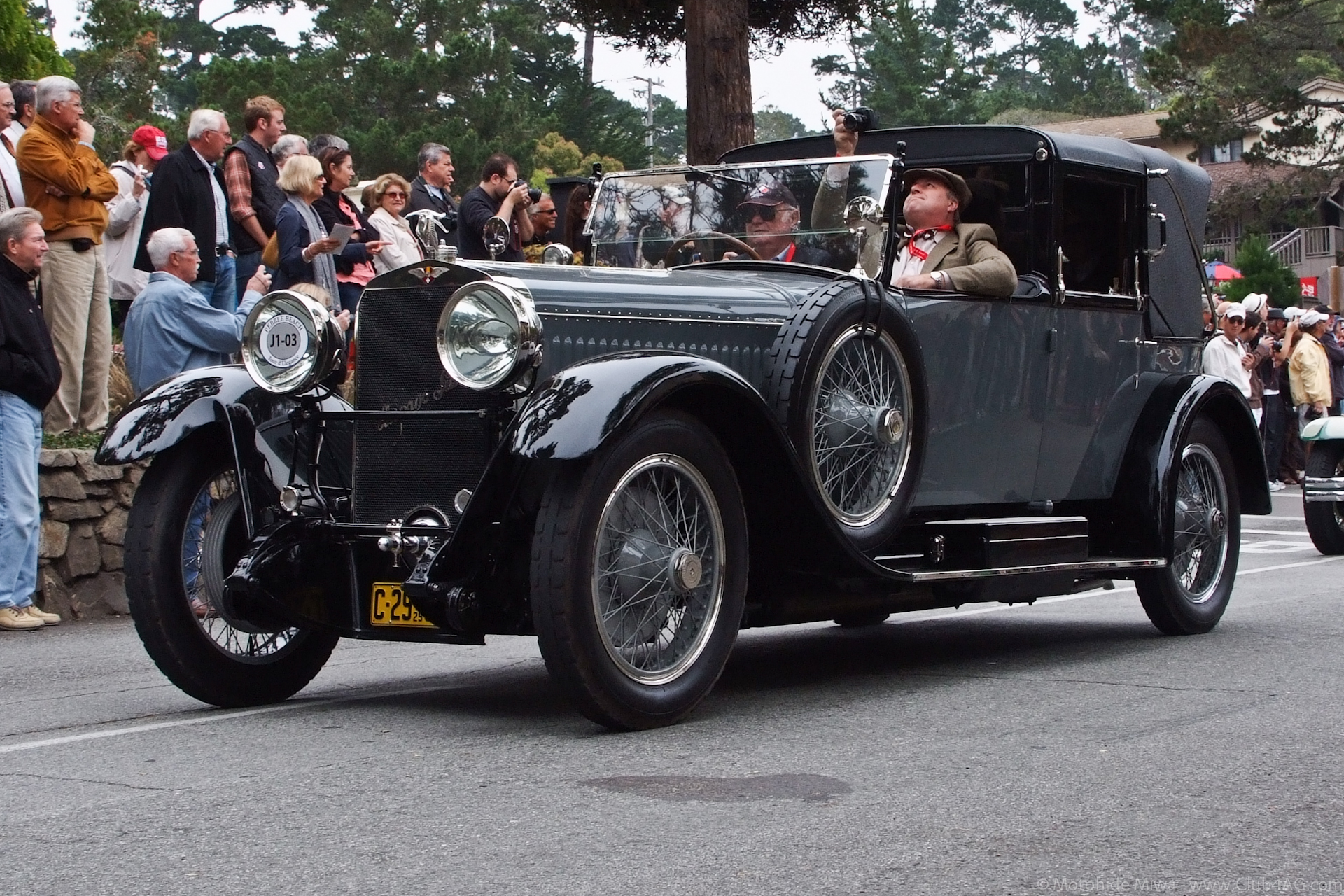
Hispano-Suiza H6 32CV Сoupe Сhauffeur Landaulet Chapron

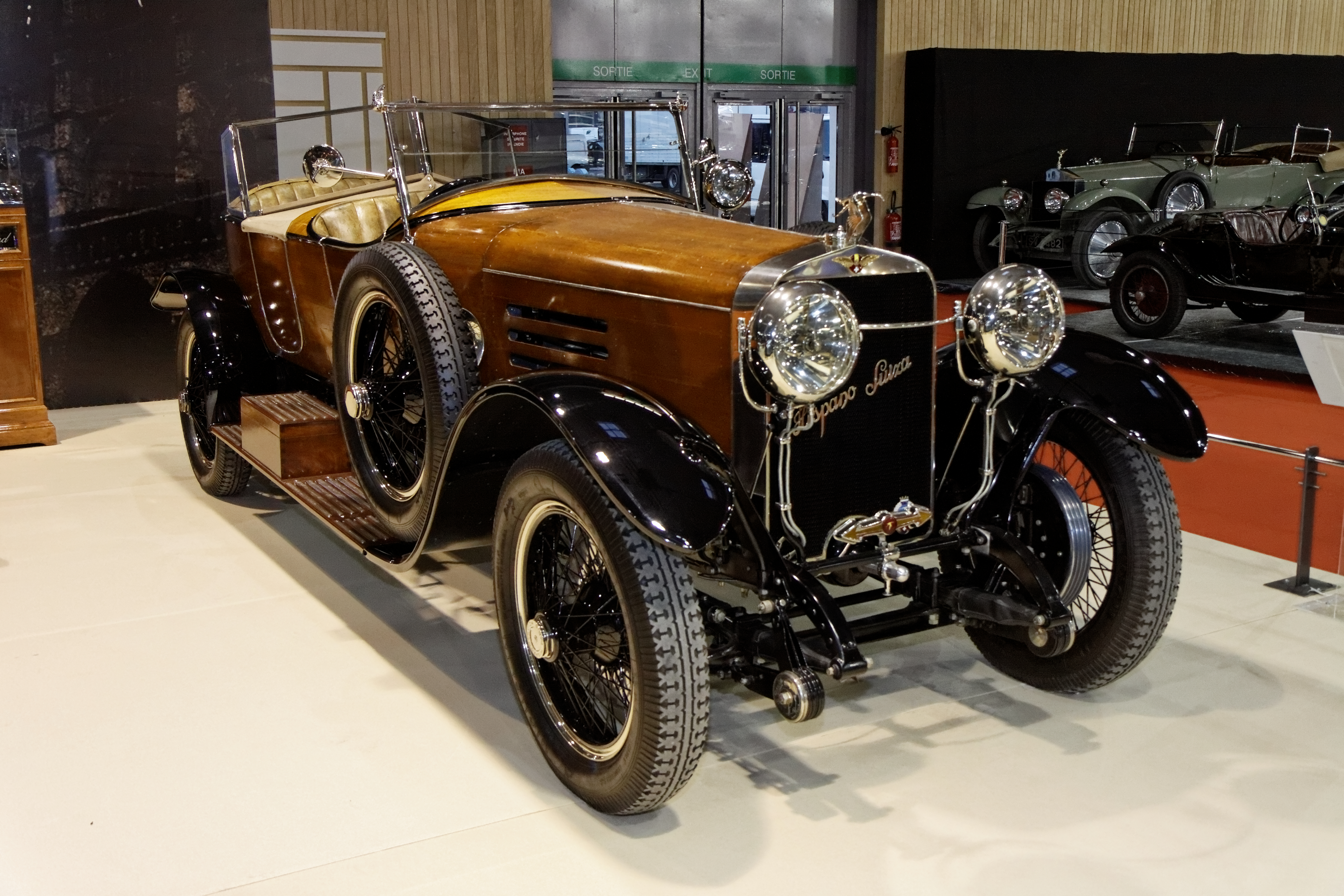
Hispano-Suiza H6 32CV Dual Cowl Boat Tail Labourdette

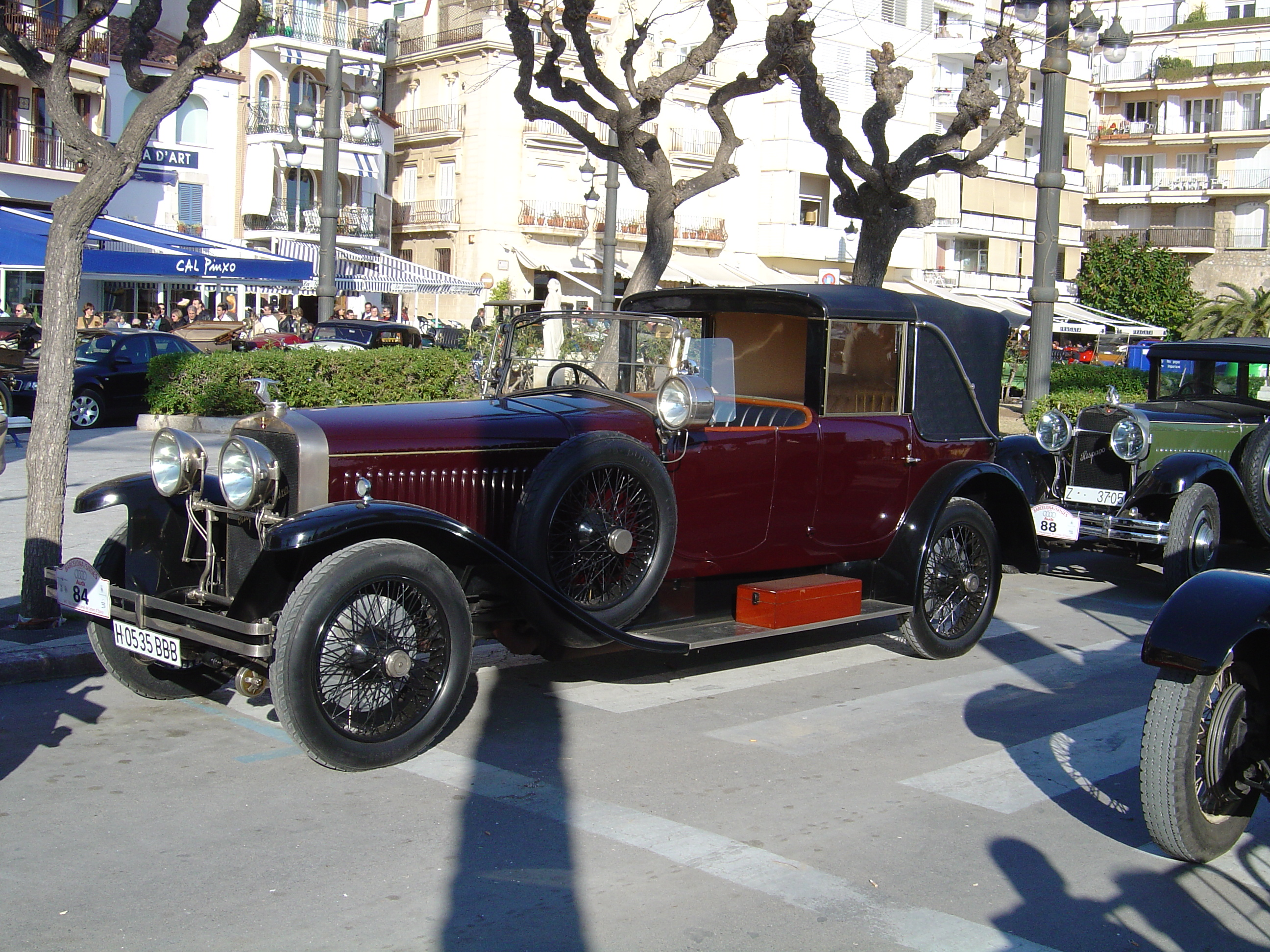
Hispano-Suiza H6 32CV Boulogne Landau Maroon

Попри те, що машина була дуже легка в управлінні (Альфонсо XIII сказав, що є й інші шикарні автомобілі, але всі вони вантажівки в порівнянні з управлінням Н6), продажі особливо не йдуть, оскільки ціна тільки шасі автомобіля на 30% дорожче, ніж готовий "Роллс-Ройс Сілвер Гоуст". Так що за 1920 рік було виготовлено всього 20 шасі, проте вже в 1921 році їх було доставлено замовникам в 12.5 разів більше. Найкращі ательє світу навперебій стали пропонувати свої кузови для цих автомобілів.

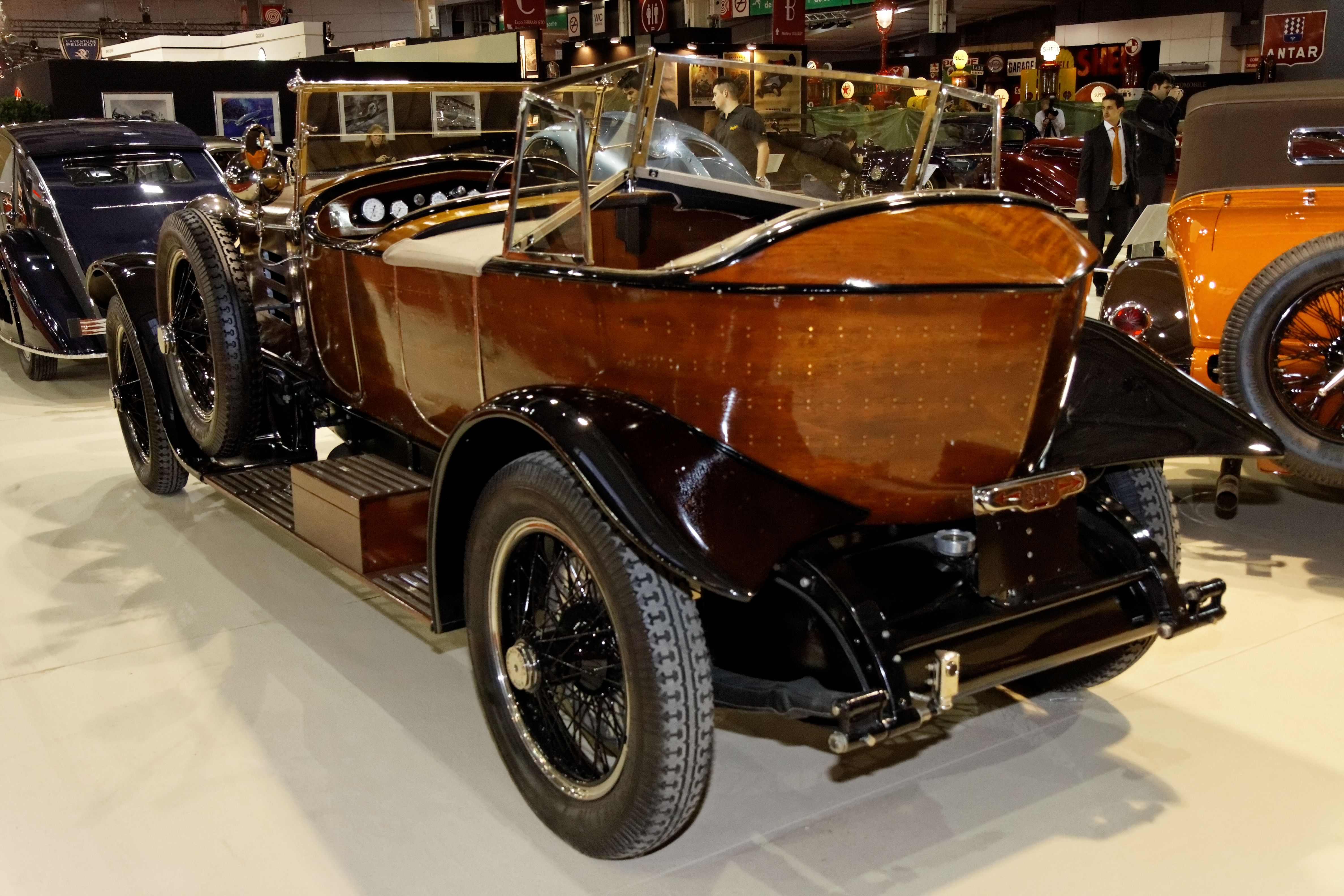
Hispano-Suiza H6 32CV Dual Cowl Boat Tail Labourdette

У 1921 році для змагань будується спортивна версія автомобіля з укороченою базою і з 6.8 л 150-сильним мотором. Андре Дюбонне, який займався виробництвом аперитивів і за сумісництвом брав участь в гонках, посів перше місце в Булоні на кубку імені Жорді Бойлло.
У тому ж році автомобіль цієї моделі з королем Альфонсо 13 на борту посів перше місце в перегонах на підйом в гору Perdices ("гору Куріпок").
За рік до цього в місті Гвадалахара Альфонсо Тринадцятий розрізає стрічку на відкритті нового заводу "Хіспано-Сюїза", на цьому заводі починається виробництво вантажних автомобілів і автобусів, а також військової продукції.
Тим часом, коли у Франції випускалася потужна модель Н6, яка перемагала на гонках, в Іспанії з'являються 2 спортивні моделі на базі Т30 і Т32.

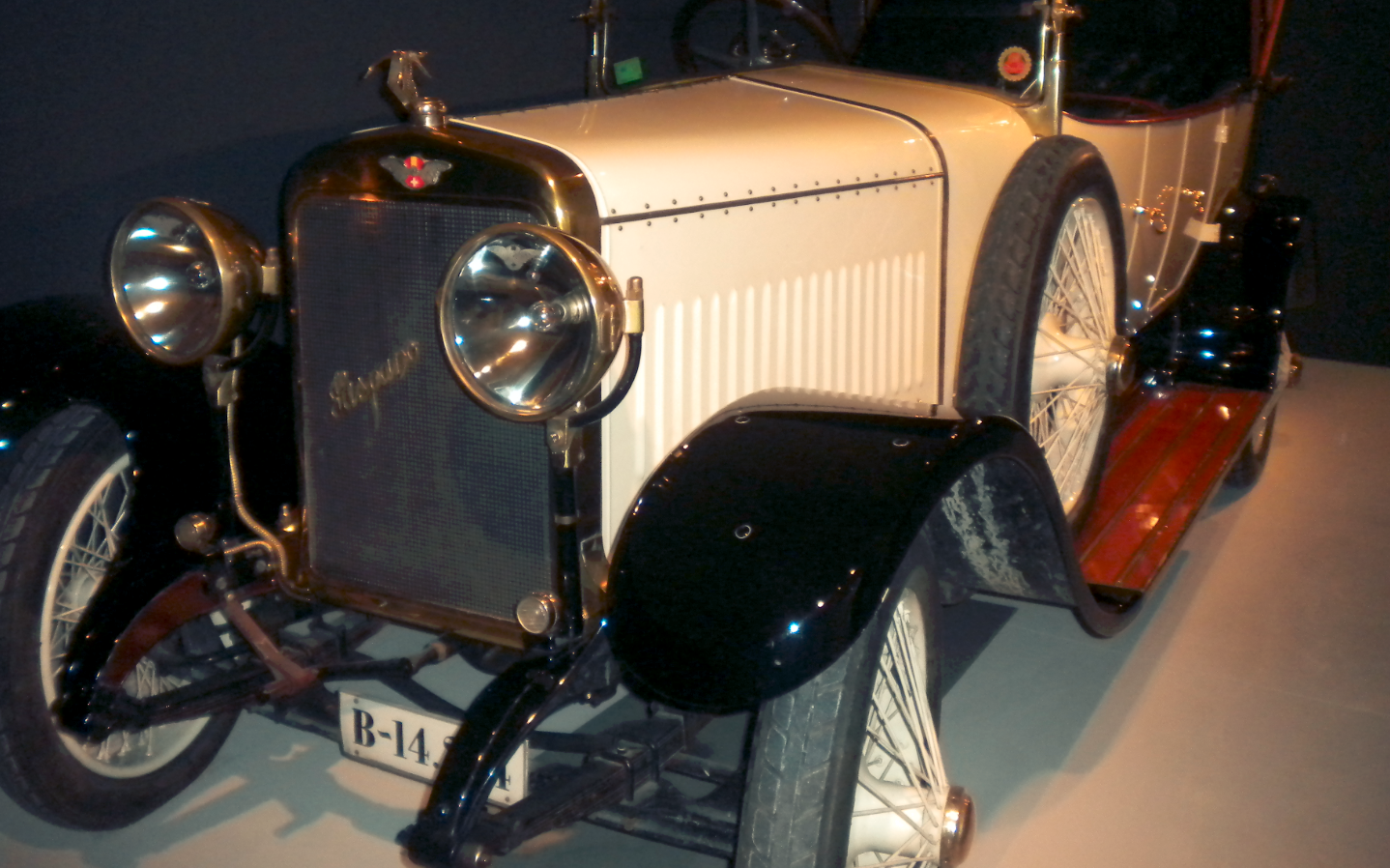
Hispano-Suiza T30 16CV Rabassada

Перша отримала власне ім'я - Rabassada, на честь перемоги автомобіля в гонках на сходження в гору Рабассада, фірма побудувала 25 подібних автомобілів, оснащених кузовом з алюмінію.
Друга машина була серйозніша, вона розвивала 100 сил і розганялась до 150 км/год.

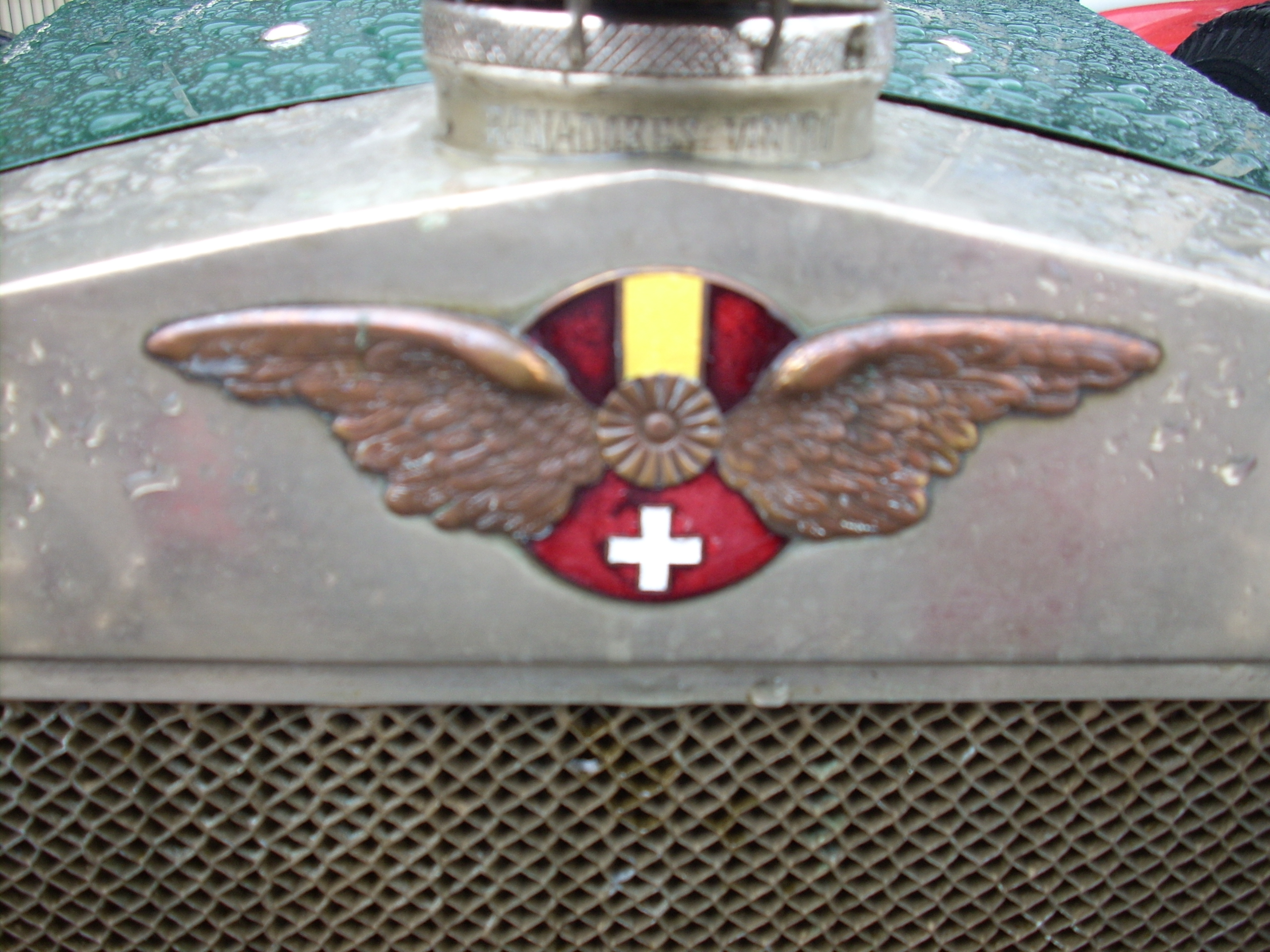
Логотип Hispano-Suiza

На цій машині Рафаель де Віерна б'є свій рекорд проходження шляху з Більбао в Мадрид, подолавши шлях за 5 годин 22 хвилини при середній швидкості в 90 км/год, шлях проходив через гори.
Тим часом розгорається проблема. Французький уряд збільшує податковий тягар, щоб покрити військові витрати, мотивуючи це тим, що компанія сильно розбагатіла у воєнний час завдяки продажам авіаційних моторів. Матео відмовляється платити, оскільки за договором від 1862 року між Францією та Іспанією іспанські компанії, що ведуть бізнес на території Франції, платять податки в казну Іспанії. Однак цей аргумент не задовольняє Францію, і починається арешт підприємств, що знаходяться на території Франції. Матео кличе на допомогу уряд Іспанії. Залагодити суперечку береться колишній президент Швейцарії Гюстава Адор, він вирішує проблему на користь Іспанії, проте французьке підприємство повинно тепер стати автономним.
Марк Біркігт стає віцепрезидентом французької фірми "Société Française Hispano-Suiza", за угодою права на патенти, винайдені до цього, можуть бути використані французькою філією безоплатно.

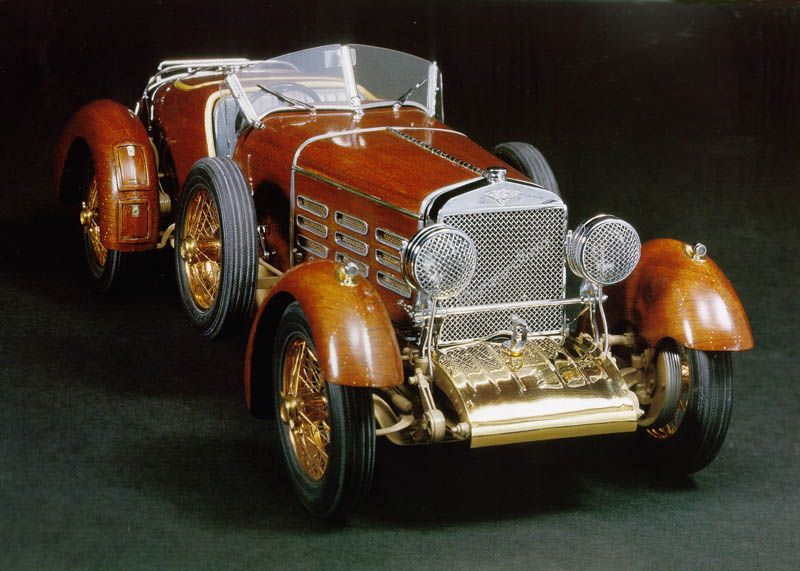
Hispano-Suiza Н6С 46CV Tulipwood Torpedo Nieuport

У 1923 році Дюбонне, Гарньє і Бойревен займають в гонках Булоні перші 3 місця. Через рік з'являється 8 л 195-сильна модель Н6С 46CV або Т56 46CV, перший індекс застосовувався у Франції, другий — на іспанських машинах. 6.6 л модель залишається у виробництві, але вона отримує індекс Н6В, під яким і відома нині. У тому ж 1924 році для Дюбонне будується спортивний автомобіль, який отримав ім'я Bologne, на честь виграних гонок, цей автомобіль має кузов з дерев'яного каркаса, оббитого фанерою (на манер корпусів літака), зроблений у формі бутона тюльпана, як заявляв потім Дюбонне, цей кузов важив всього 45 кг.
Однак спортивна машина не змогла піднятися вище 6 місця на гонка Тарга Флоріо, справа в тому, що вона була занадто громіздкою для тісних і вузьких гірських доріжок цієї альпійської траси. На 6 місце він відкотився через пробите колесо, до цього він довгий час тримався на 2 місці.

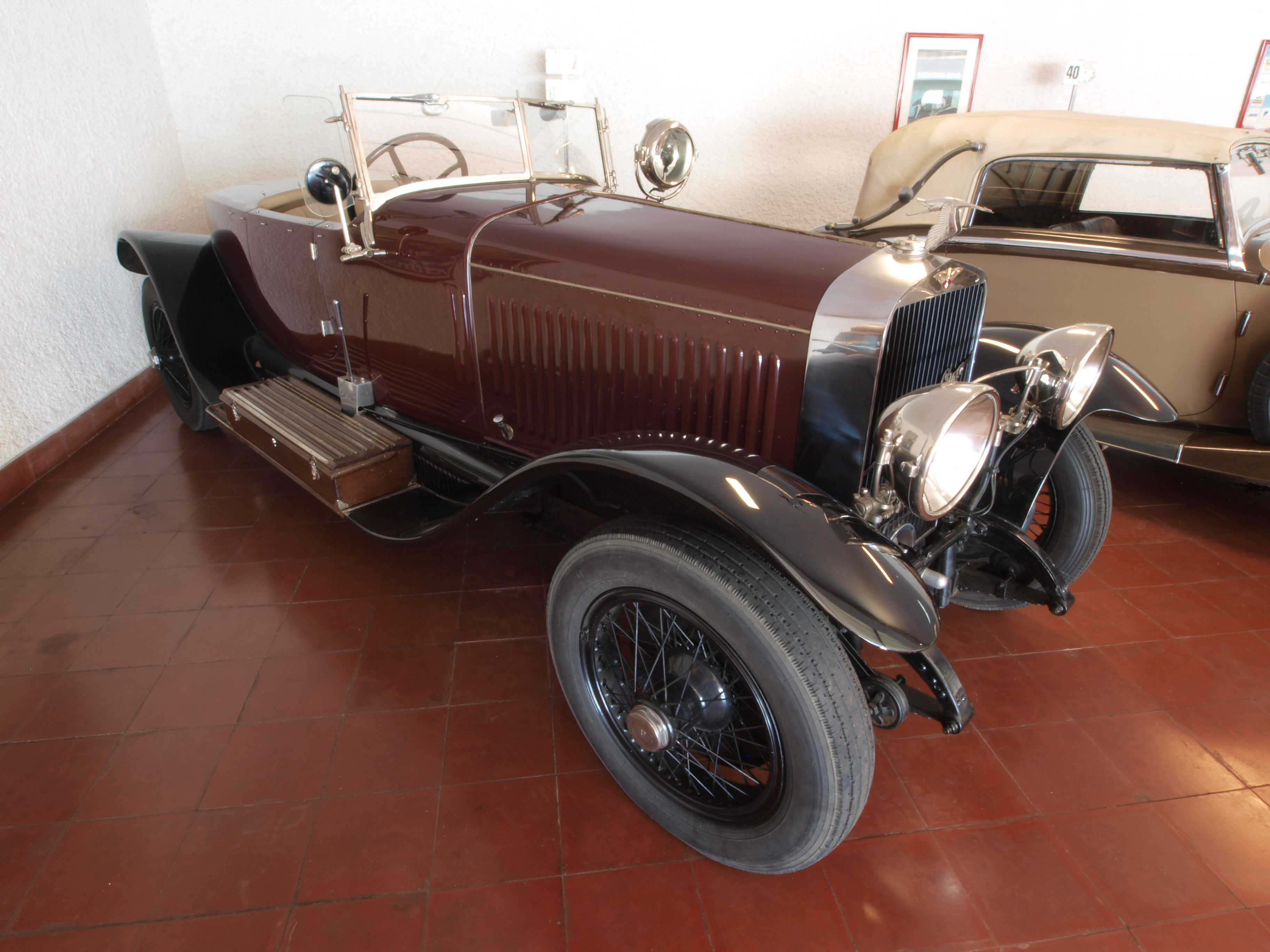
Hispano-Suiza Т48 14CV Torpedo-Boattail

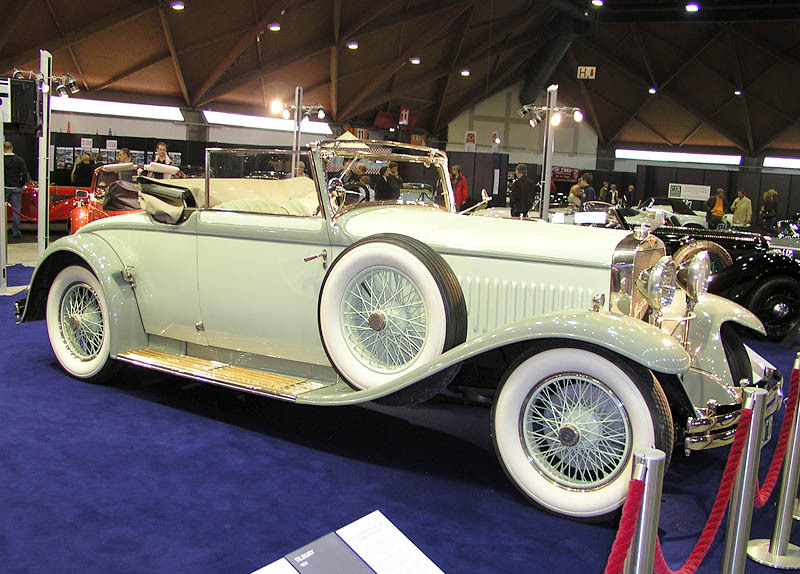
Hispano-Suiza Т49 20CV Berlin Weymann

Для іспанського ринку Біркігт проєктує 2 нові моделі — і Т49. Перший має 2.5 л 4-циліндровий двигун, другий — 6-циліндровий 3.8 л мотор, обидва двигуни мають чавунний блок на противагу алюмінієвим двигунам французького відділення.
Примітно, що більш великий Т49 мав непоганий збут у Британії, де на шасі цього автомобіля ставилися кузови фірми "Мюлінер", а Т48 більше використовувався в державних закладах, оскільки їм потрібен був надійний автомобіль з низькими експлуатаційними характеристиками, відомо, що мотори Т48 ходили по 500 000 км без ремонту. На відміну від більших побратимів, ці автомобілі комплектуються 4-ступінчастими коробками передач.

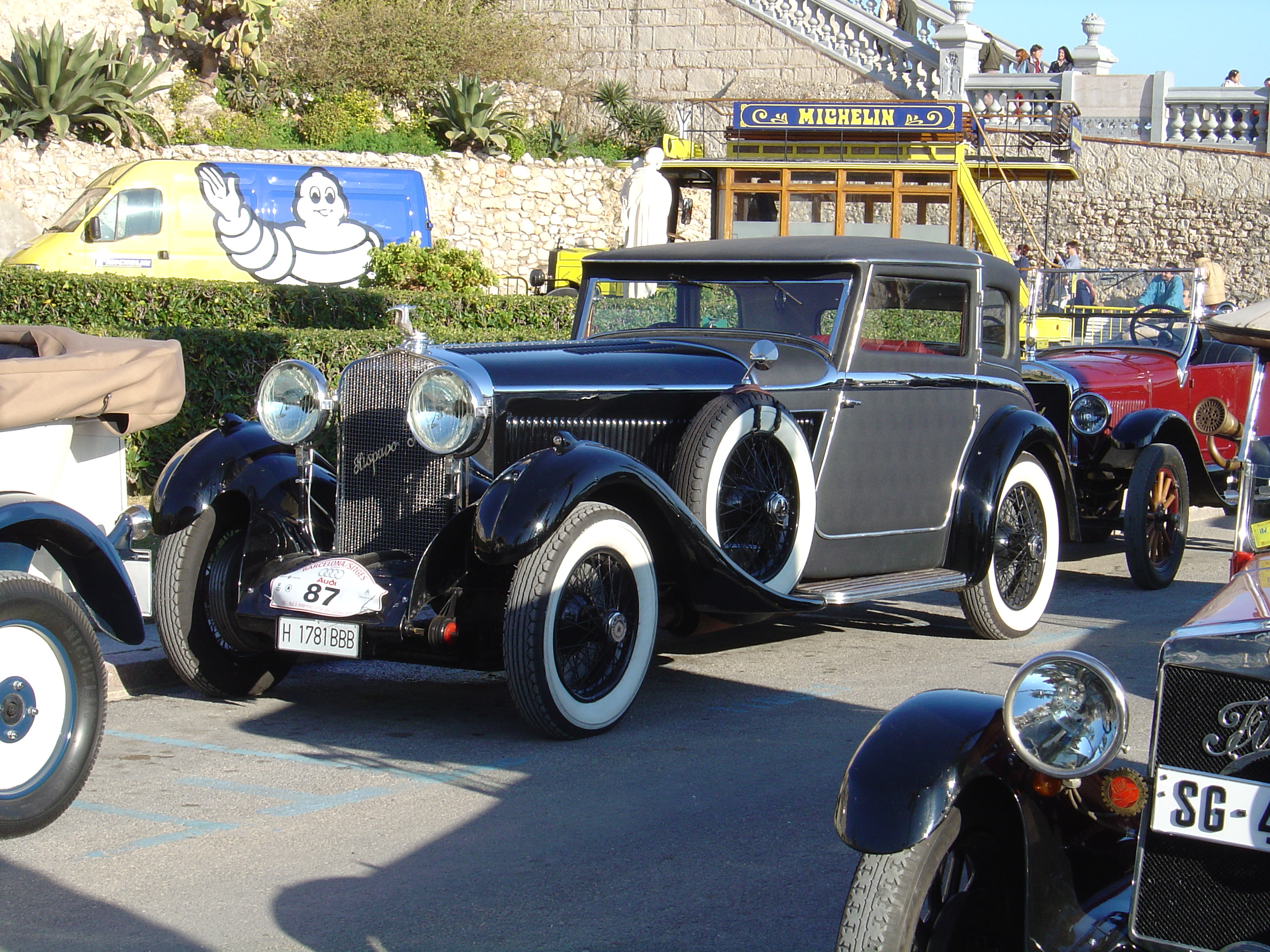
Hispano-Suiza I6 20CV

У жовтні 1924 року на Паризькому автосалоні була показана модель I6, яка була технічно аналогом 49. Однак французька публіка не прийняла цей автомобіль, і в 1925 році його зняли з виробництва.

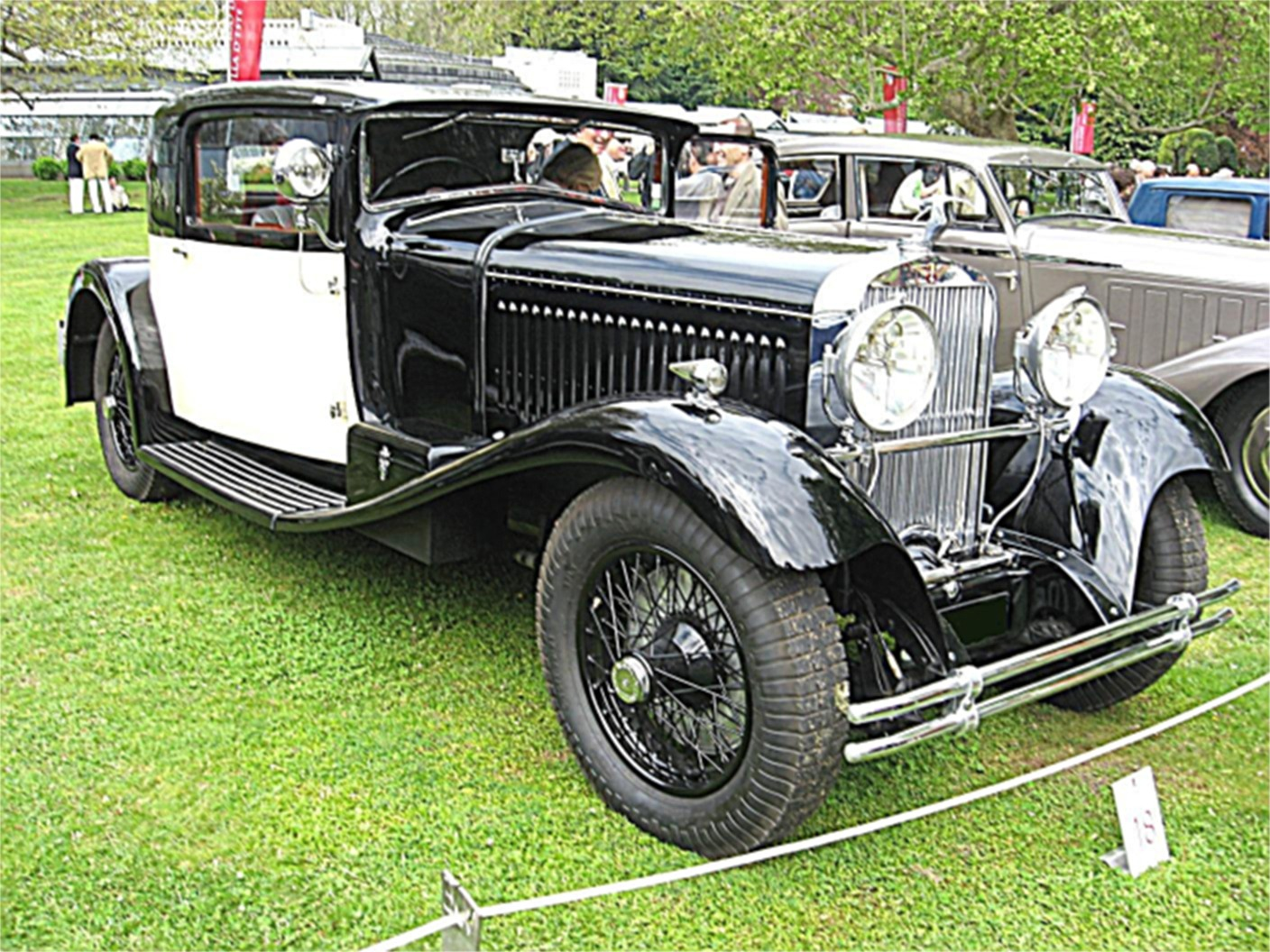
Hispano-Suiza H6C 46CV Sedan by Hibbard & Darrin

У Франції випускаються тільки Н6В і Н6С.

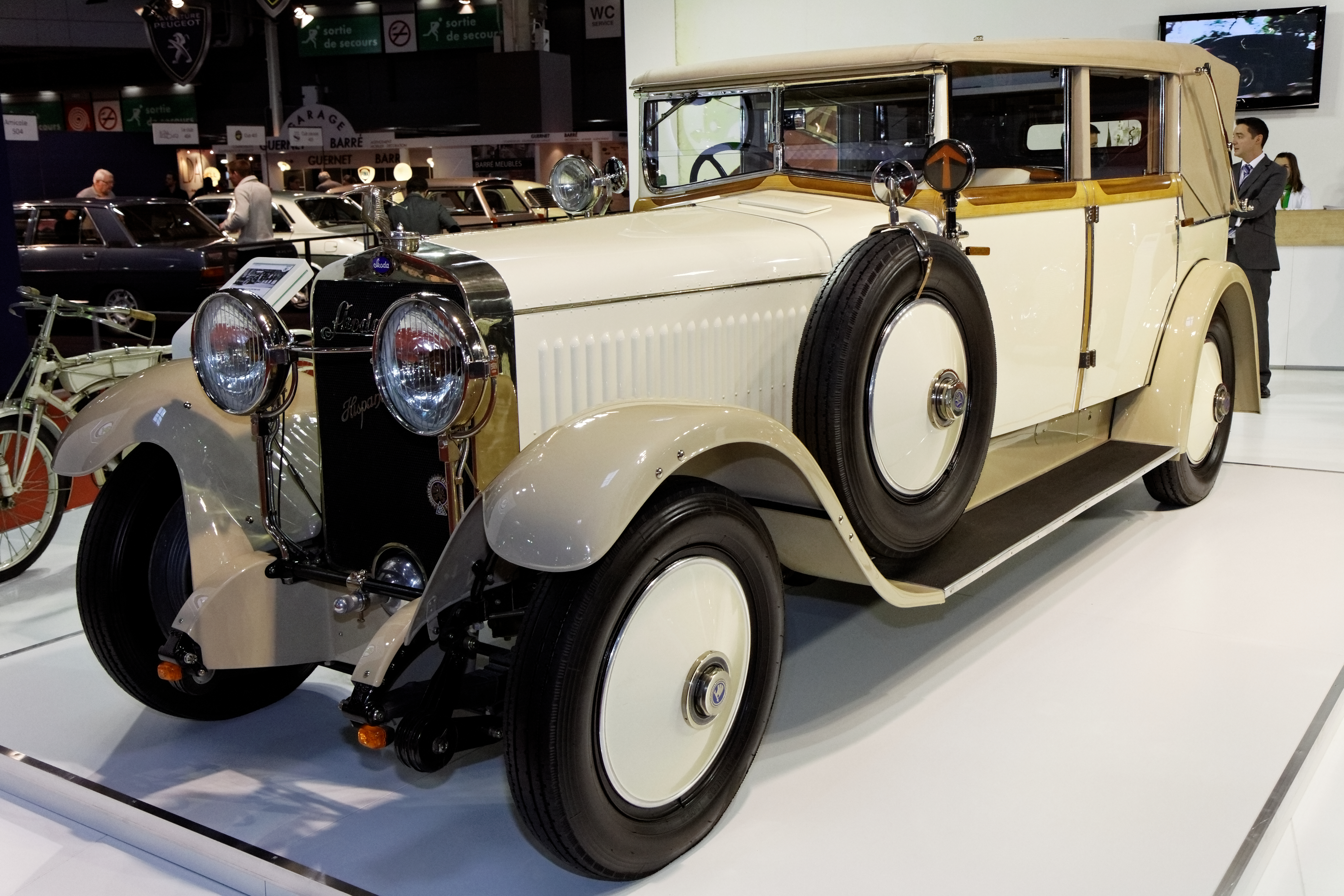
Skoda Hispano-Suiza 25/100SK

У 1925 році фірма "Шкода", яка рік тому купила ліцензію на виробництво вантажних автомобілів у англійської фірми Centinele, то тепер вони купують ліцензію на виробництво легкових автомобілів у фірми "Хіспано-Сюїза" на Н6В, машини звуться Skoda Hispano-Suiza 25/100SK. Перша машина була готова в травні 1926 року, але до того часу "Шкода" вже купила автомобільну фірму Laurin & Klement, і стала продавати продукцію під своєю маркою, так що моделі 25/100 не було призначено стати першою легковою машиною із позначкою "Шкода". Всього було випущено 50 автомобілів цієї моделі.
У 1925 році аргентинський бізнесмен Карлос Баллестер отримує угоду про представлення інтересів фірми "Хіспано-Сюїза" в Аргентині, спочатку договір йшов про продаж продукції фірми, проте незабаром фірма Hispano Argentina Fábrica de Automóviles SA сама починає випускати автомобілі, вантажівки, автобуси і авіаційні двигуни.
Тим часом між кузовщиком Вейменном і Московітцем, який є господарем фірми Stutz, розгорається суперечка на 25 000 доларів, яка машина надійніша. На цегляну трасу в Індіанаполісі виставляється 8-літровий Н6С Bolougne і 4.9 л 8-циліндровий Stutz Black Hawk, після декількох кіл у "Штутца" прогорів клапан, після лагодження машина змогла накатати 9 годин, після чого знову зламалася, тим часом "Хіспано" безперервно і без поломок була в русі понад 15 годин, так що 25 тис. доларів собі в кишеню поклав кузовщик Вейменн.

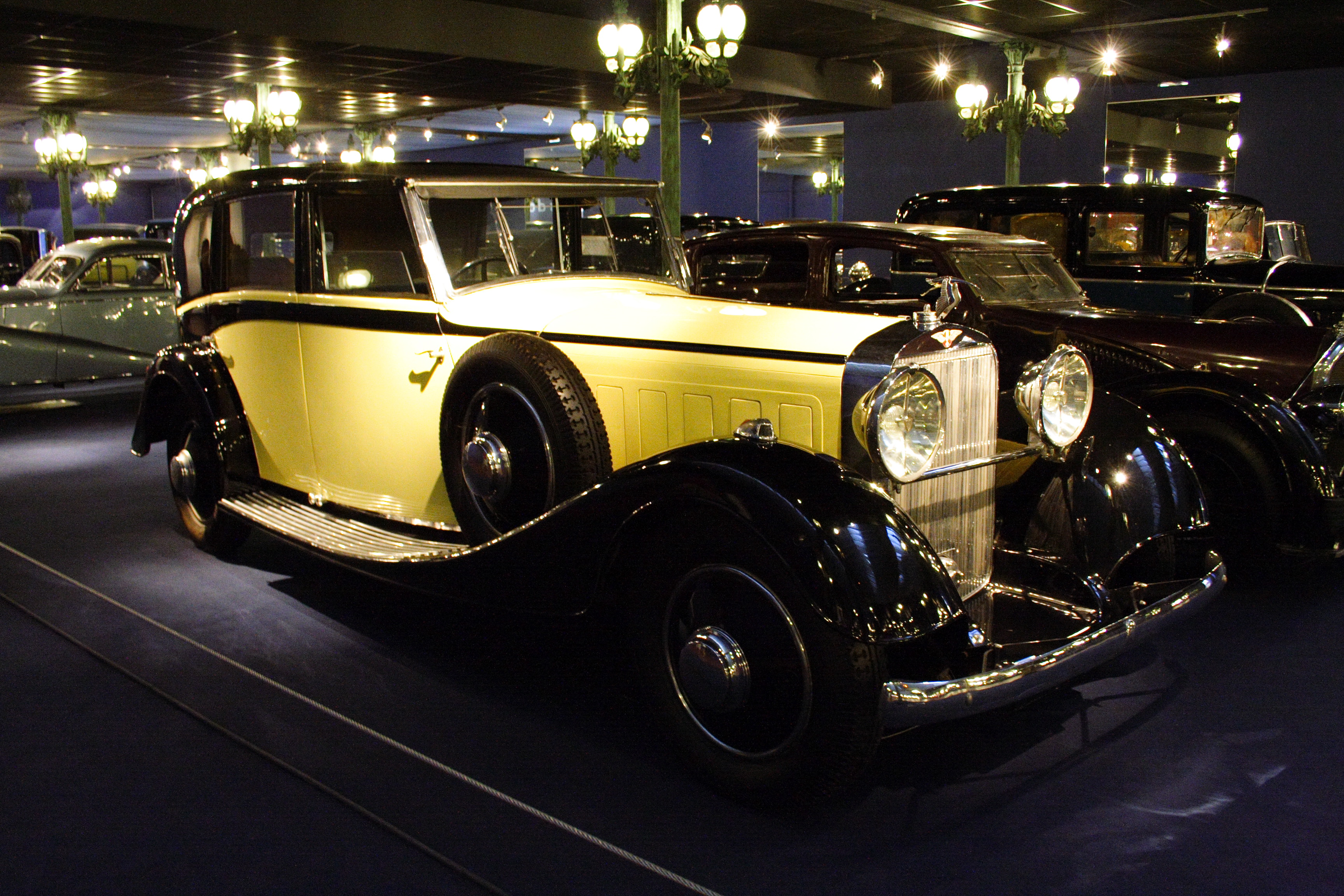
Hispano-Suiza T64 Cabriolet Fiol

У 1929 році завод в Барселоні випускає нову модель Т64 замість серії Т49, цей автомобіль отримав двигун, об'ємом 4.6 л.

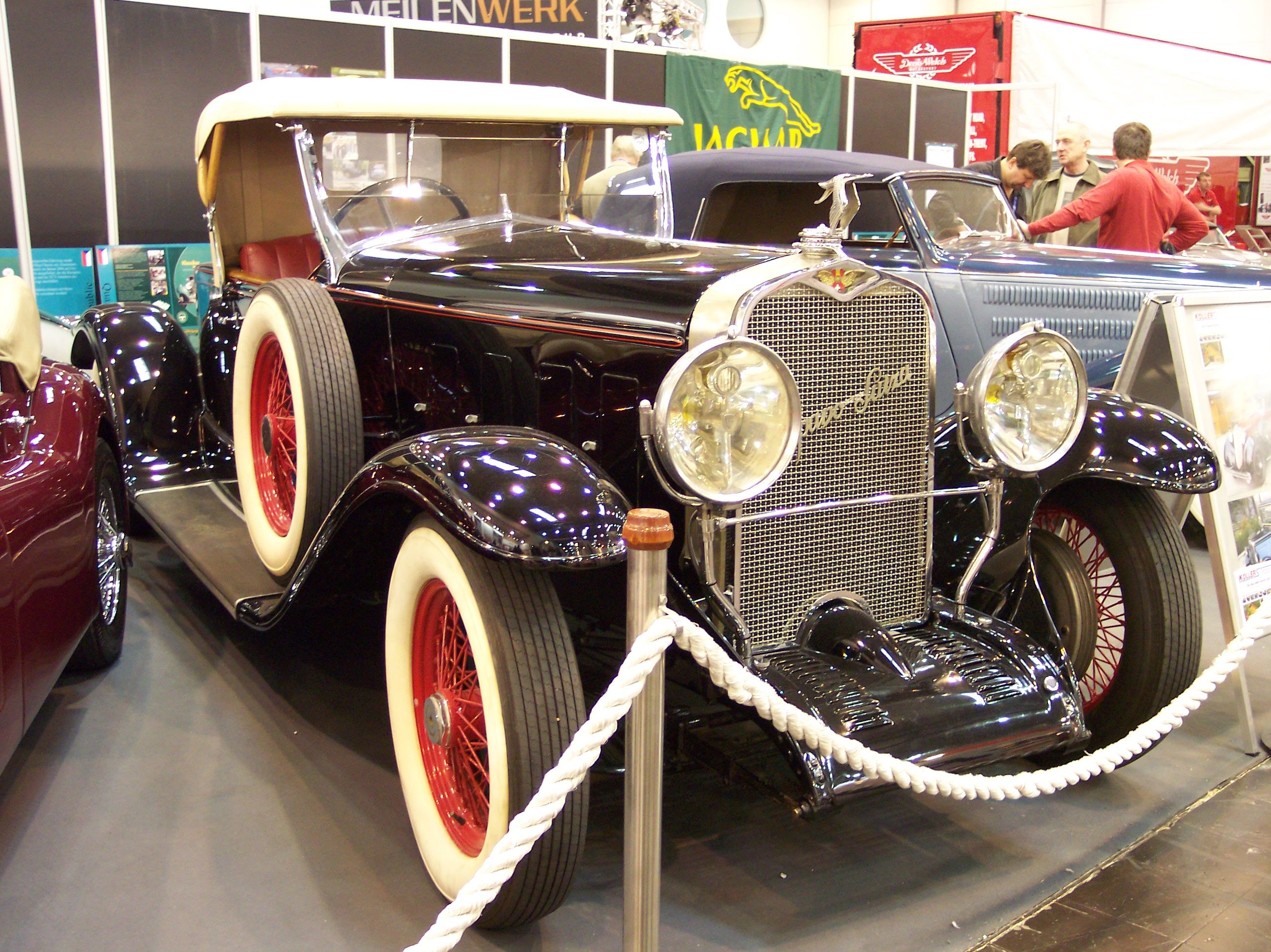
Ballot-Hispano HS26 Aerosport Brando

У тому ж році фірма купує компанію Ballot, і вже через рік на шасі Ballot RH3 з'являється машина, яка отримує назву Ballot-Hispano HS26, як силовий агрегат встановлений мотор з іспанської Т64.

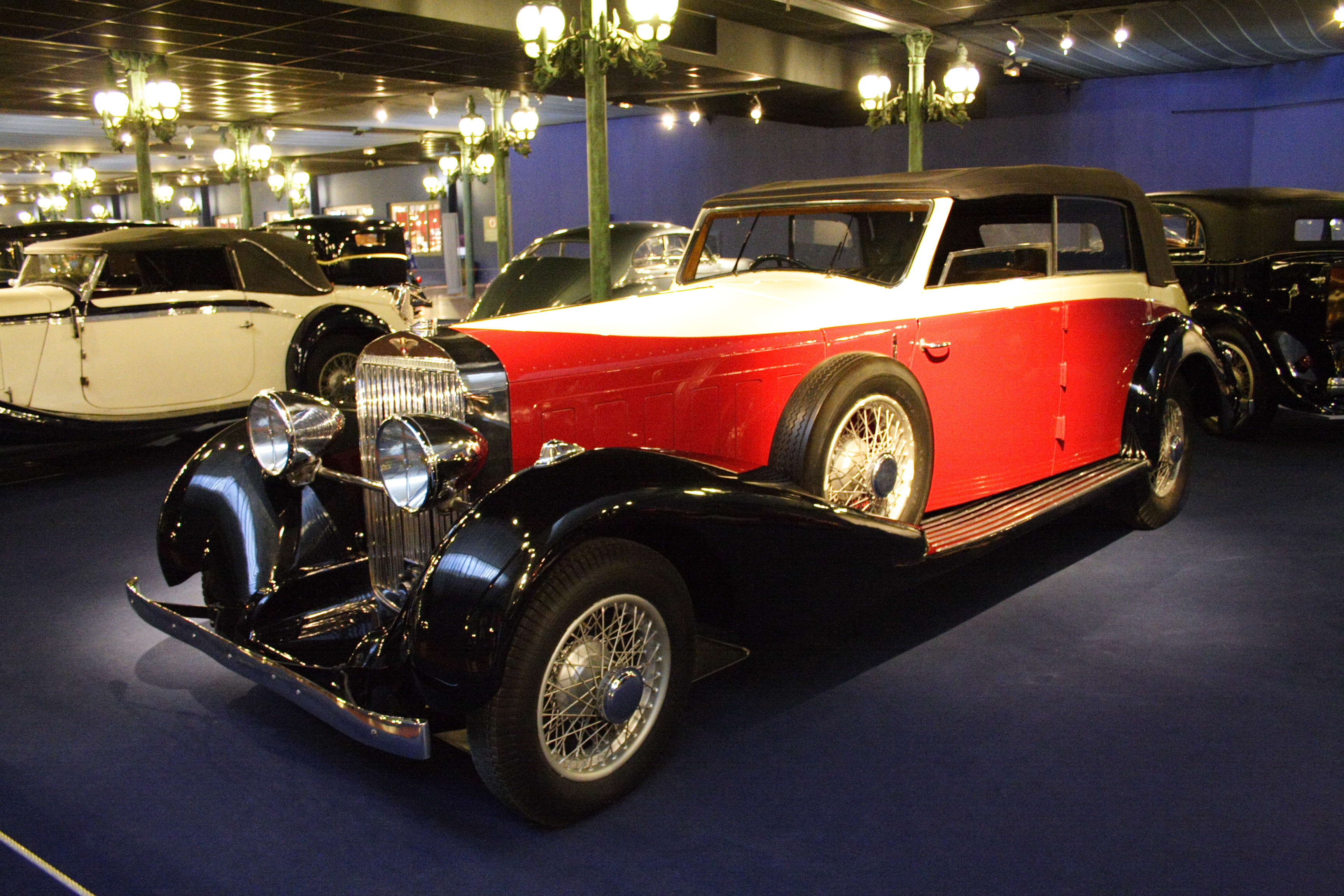
Hispano-Suiza J12 54/220CV Van Vooren Cabriolet

У 1931 році ця модель змінює назву на Hispano-Suiza HS26 Junior, разом з нею з'являється нова модель, яка, на думку Біркігта, повинна прийти на зміну серії Н6 — це була модель J12 54/220CV або Т68 (в Іспанії). Ця машина оснащувалася тихим 12-циліндровим мотором, справа в тому, що попри те, що мотори "Хіспано-Сюїза Н6" були могутнішими "Роллс-Ройсовських", вони були і гучнішими, що не давало спокійно спати швейцарцю. Мотор, об'ємом 9.4 л, розвивав 220 сил, що дозволяло легко розвивати швидкість в 165 км/год, це був великий і важкий автомобіль.
Це був дуже дорогий і ексклюзивний автомобіль, який конкурував з Bugatti T41 Royale, тільки на відміну від Етторе Бугатті, Марку Біркігту вдалося продати в 17 разів більше своїх автомобілів, близько 120 машин було випущено до кінця виробництва.
Тим часом в Іспанії змінюється влада, генерал Франко приходить до влади, головний покровитель марки Альфонсо Тринадцятий знаходиться у вигнанні, завод, який був відкритий 11 років тому в Гвадалахарі, продається фірмі FIAT, але військовий і авіаційний відділ переїжджає в Аліканте.

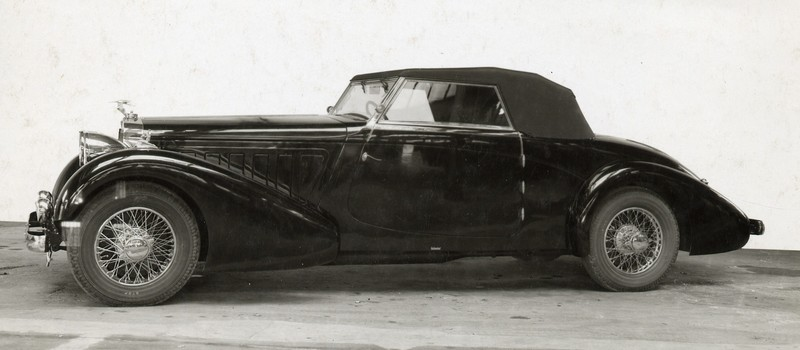
Hispano-Suiza T60

У 1934 році знімається з виробництва серія Н6 і молодша HS26, в Іспанії з'являється Т60, який оснащується 6-циліндровим мотором 3.4 л і гідравлічним приводом гальм.

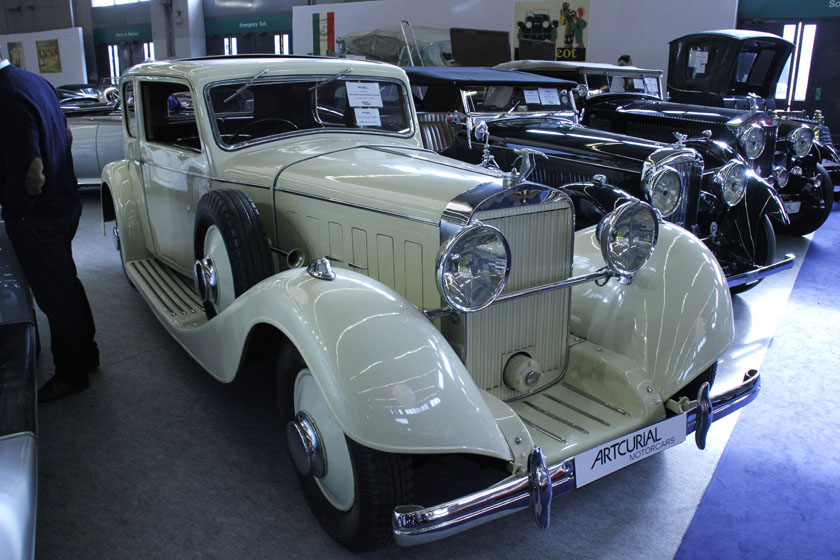
Hispano-Suiza K6 30CV Franay Break De Chasse

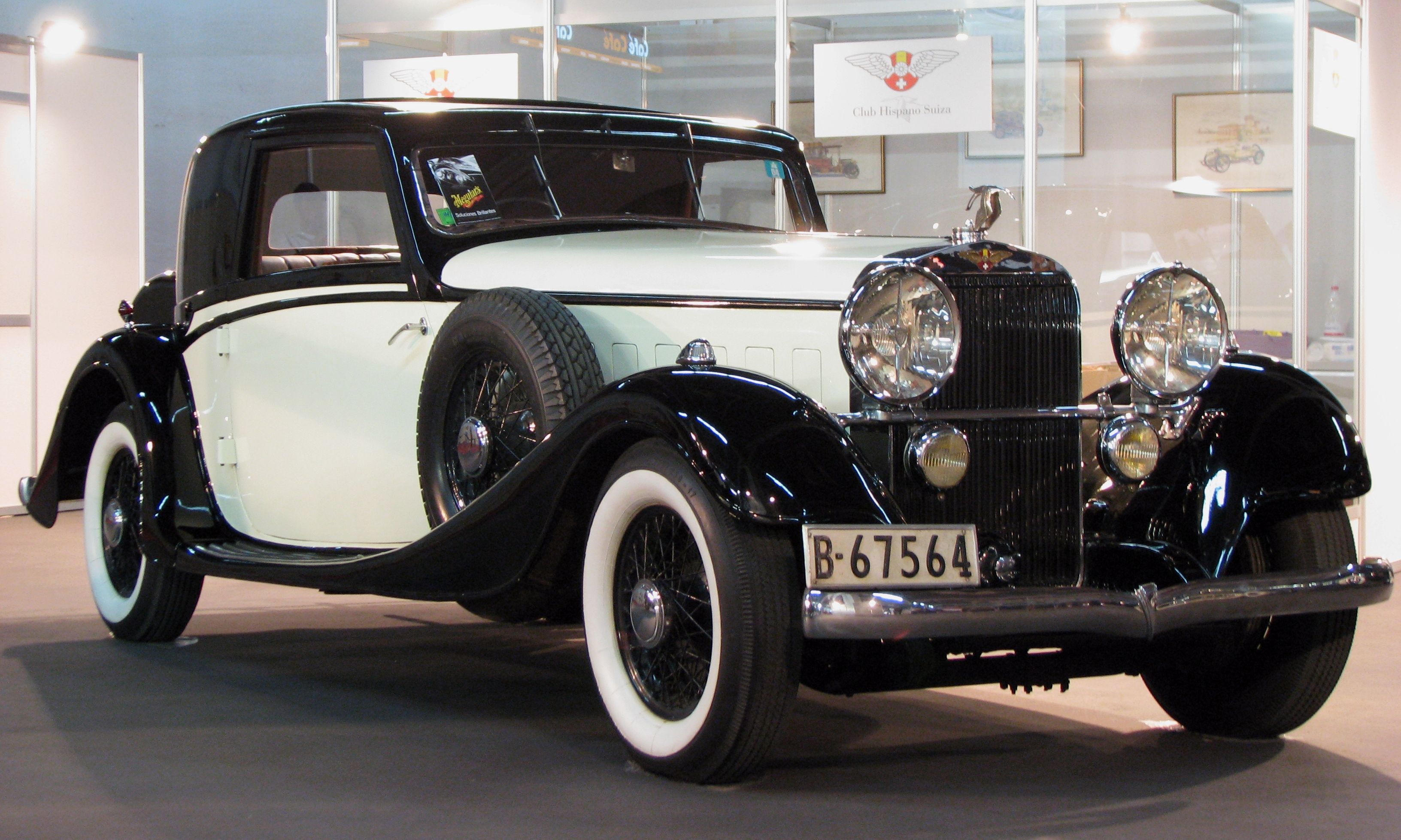
Hispano-Suiza K6 30CV Sedanca Coupe

Одночасно з Т60 у Франції з'являється 5.2 л 120-сильний К6, який повинен замінити знятий з виробництва H6, автомобілі, що поставляються в Іспанію, отримують індекс Т70. Разом з цим з'являється потужніший варіант J12, він отримує 11.3 л мотор, потужністю 250 сил, машина має назву J12Bis 54/250CV. Офіційно було побудовано 3 автомобілі з цим мотором, але багато власників простих J12 замовляли тюнінг на заводі. Також ці мотори, аналогічно моторам "Бугатті Рояль", використовувалися в поїздах.
На цих автомобілях їздили королі, царі, зірки кіно та інша еліта. На машинах цієї марки їздили: ясна річ — Альфонсо XIII, король Швеції Густав V, король Румунії Карл II, король Єгипту Аббас II, король Афганістану, принц Монако Луї II, принц-консорт Великої Британії, шах Персії (Ірану), лорд Маунтбаттен. З багатіїв і знаменитостей на машинах цієї марки їздили Гуггенхайм, Вандербільт, Ротшильд, Андре Сітроен, Едсел Форд, Рене Лакоста, Альберт Ейнштейн, Пабло Пікассо, глави фірми Cartier, Bacardi, Cointreau, Tissot, Bulova. Цей автомобіль був і в країні робітників і селян, на єдиному в СРСР "Хіспано-Сюїза" їздив В'ячеслав Рудольфович Менжинський, раднарком зв'язку СРСР, комуністам подобалися автомобілі, які коштували дорожче "Роллс-Ройсів".
У 1935 році помирає Даміан Матео, замість нього на пост директора стає його син Мігель Матеу. 1936 року спалахує громадянська війна в Іспанії, уряд Каталонії вирішує націоналізувати всі підприємства, в тому числі і "Хіспано-Сюїза". Керівництво фірми відмовляється підкоритися, тоді комітетники вбивають адміністратора заводу, сам Мігель Матео разом з радою директорів втікає до Франції, проте на кордоні його затримують, від загибелі його рятує консул Франції.

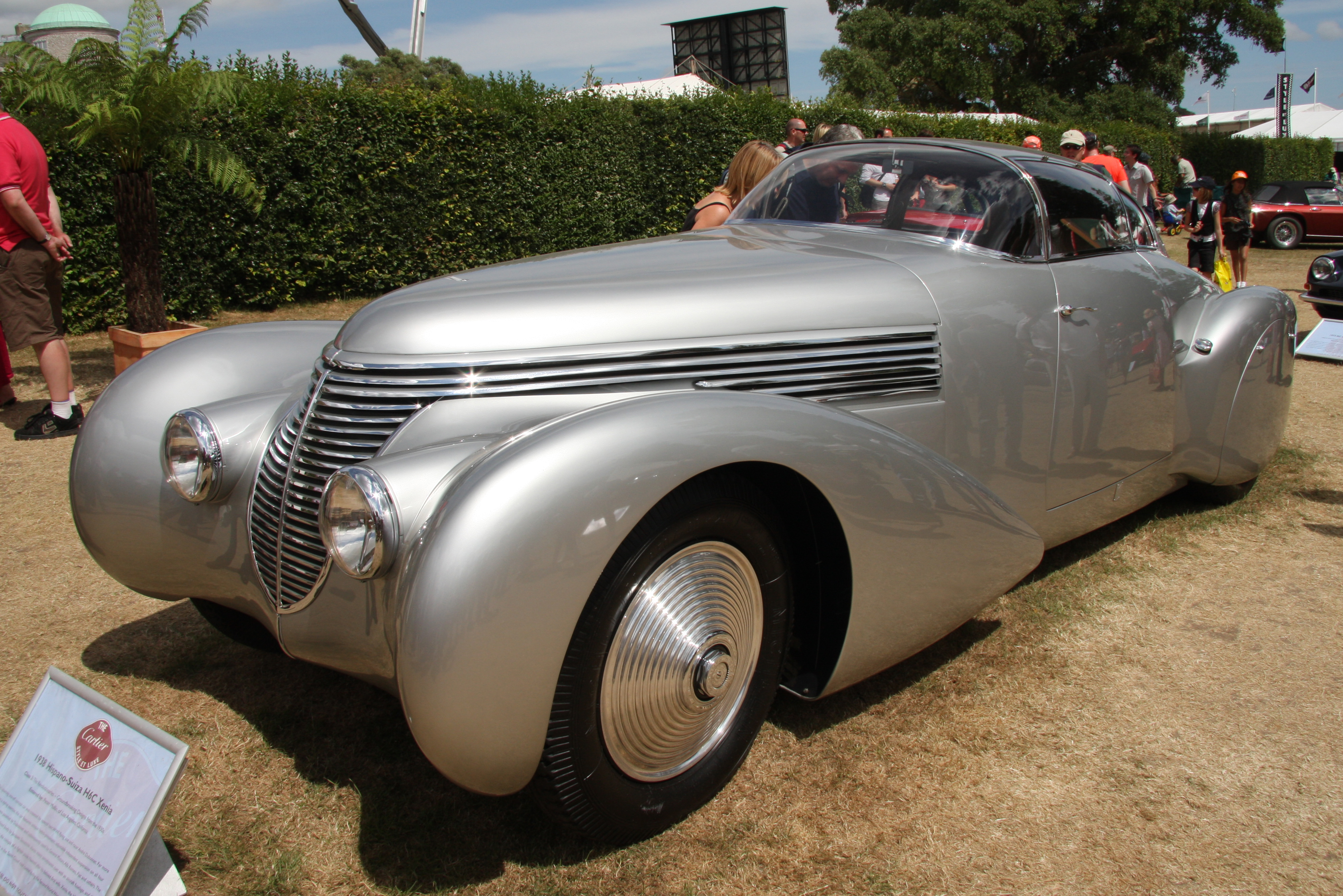
Hispano-Suiza H6C Xenia Coupe by Saoutchik

У 1938 році Дюбонне модернізує шасі Н6С, ставить на неї незалежну підвіску передніх коліс, для свого авто він замовляє кузов у дизайнера Якова Савчука. У підсумку вийшов прекрасний обтічний, схожий на фюзеляж літака, кузов. До речі, патент на підвіску Дюбонне продав потім "Альфа Ромео", "Дженерал Моторс" та "Деляжу".
Тим часом у Франції дедалі важче продавати дорогі автомобілі, і в 1938 році Біркігт припиняє виробництво автомобілів на французькому заводі, зосередившись на виробництві авіаційних двигунів і озброєння.

## Припинення виробництва автомобілів
1 квітня 1939 року оголошується закінчення громадянської війни в Іспанії, Біркігт разом зі своїм сином вирушає в Барселону для відновлення заводу і для допомоги Мігелю Матео. Батько і син беруться за проєктування вантажівок і дизельних моторів, які так потрібні післявоєнній Іспанії, допомагає їм Рудольф Германн. Крім цього, триває виробництво легкових автомобілів Т49 і Т60.

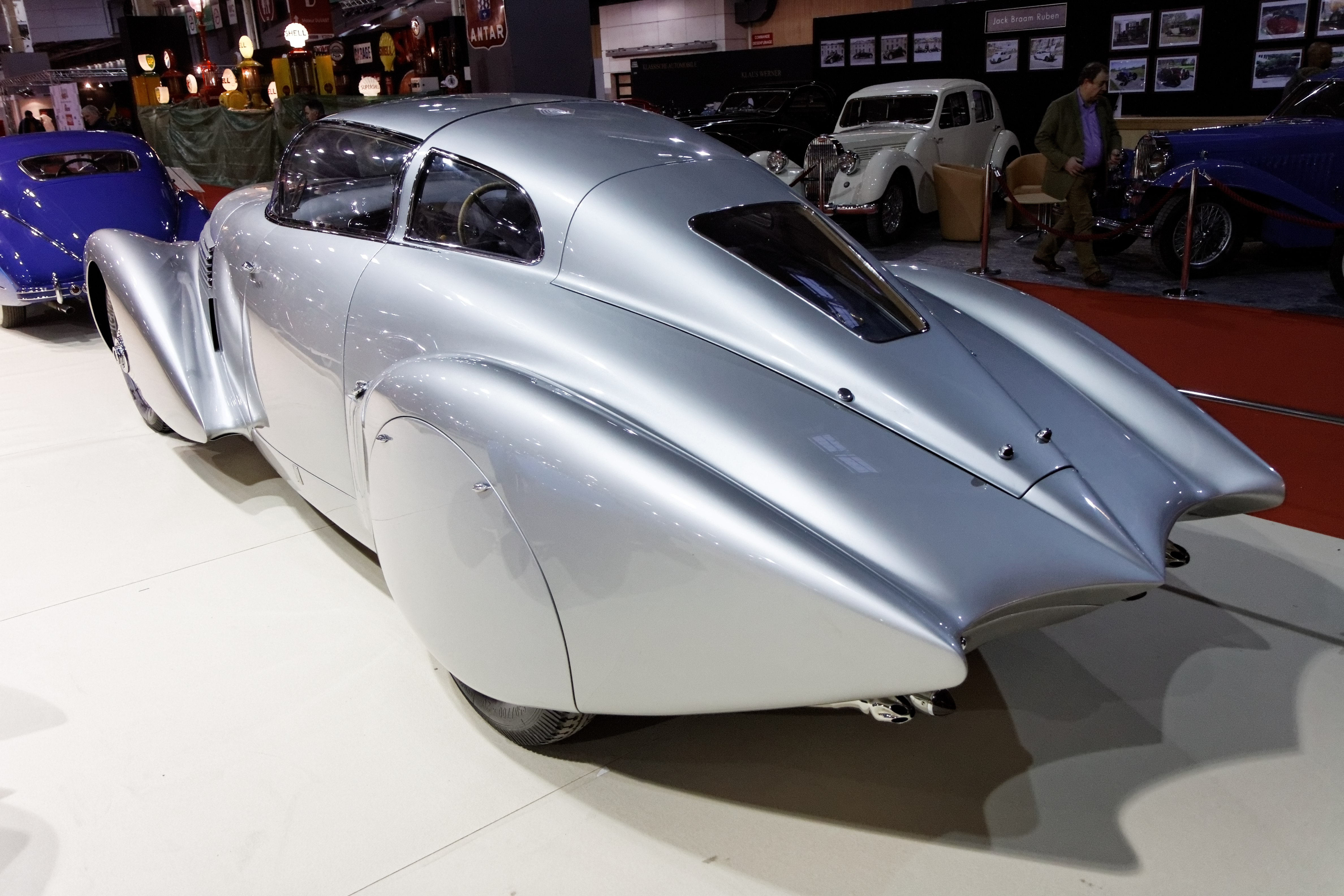
Hispano-Suiza H6C Xenia Coupe by Saoutchik

У 1939 році французький завод був сильно пошкоджений внаслідок диверсії. 1949 року Германн будує у Франції передньопривідний прототип з мотором Ford V8 3.6 л, проте Моріс Біркігт, який був біля керма компанії, вважав проєкт надто дорогим і закрив його, так і не відновивши виробництво автомобілів "Хіспано-Сюїза" у Франції.

## Закриття компанії
Французька фірма продовжила виробництво авіаційної техніки, а в 1968 році разом з фірмою Bugatti перейшла під контроль концерну SNECMA, який з 2005 року разом з фірмою SAGEM утворили групу SAFRAN.
Щодо іспанського відділення, то в 1944 році побудували дизельний прототип Т66. 1945 року Марк Біркігт, відчуваючи загибель свого дітища, відкриває завод у Швейцарії — "La Hispano-Suiza (Suisse), SA", управляти яким призначається його син Людовик, фірма спеціалізувалася на виробництві верстатів.
Тим часом іспанський уряд вважає, що для ефективного виробництва вантажних автомобілів заводи повинні бути підконтрольні державі, здійснюється спроба націоналізувати заводи, але Матеу не погоджується продавати підприємство. Тоді шляхом тиску (відмова від контрактів, обмеження постачання сировини і т.д) в 1946 році він продає фірму, винаходи і виробничі потужності Національному інституту промисловості. У цей час держава засновує компанію ENASA, яка і починає виробляти вантажну продукцію Hispano-Suiza під маркою Pegaso.

## Спроби відродження марки
Сучасні спроби відродити марку беруть свій початок з 1990 року, коли Хуліо Ельвіра і Хав'єр Кампільо заснували фірму MAZEL INGENIEROS. Фірма стала суміжником концерну "ВАГ", незабаром фірма стала брати участь у розробці таких моделей, як Ibiza, Cordoba і Leon. 1997 року фірма стала розробляти спортивні варіанти серійних автомобілів для підрозділу Seat Sport, а також готувати двигуни для автомобілів Формула 3.
У 1998 році було відкрито дизайнерське відділення у фірмі, у якому почалася робота зі створення Hispano-Suiza 21 століття, паралельно велися переговори на дозвіл використання імені "Хіспано-Суїза" з французьким концерном SNECMA та іспанськими спадкоємцями дона Матео.

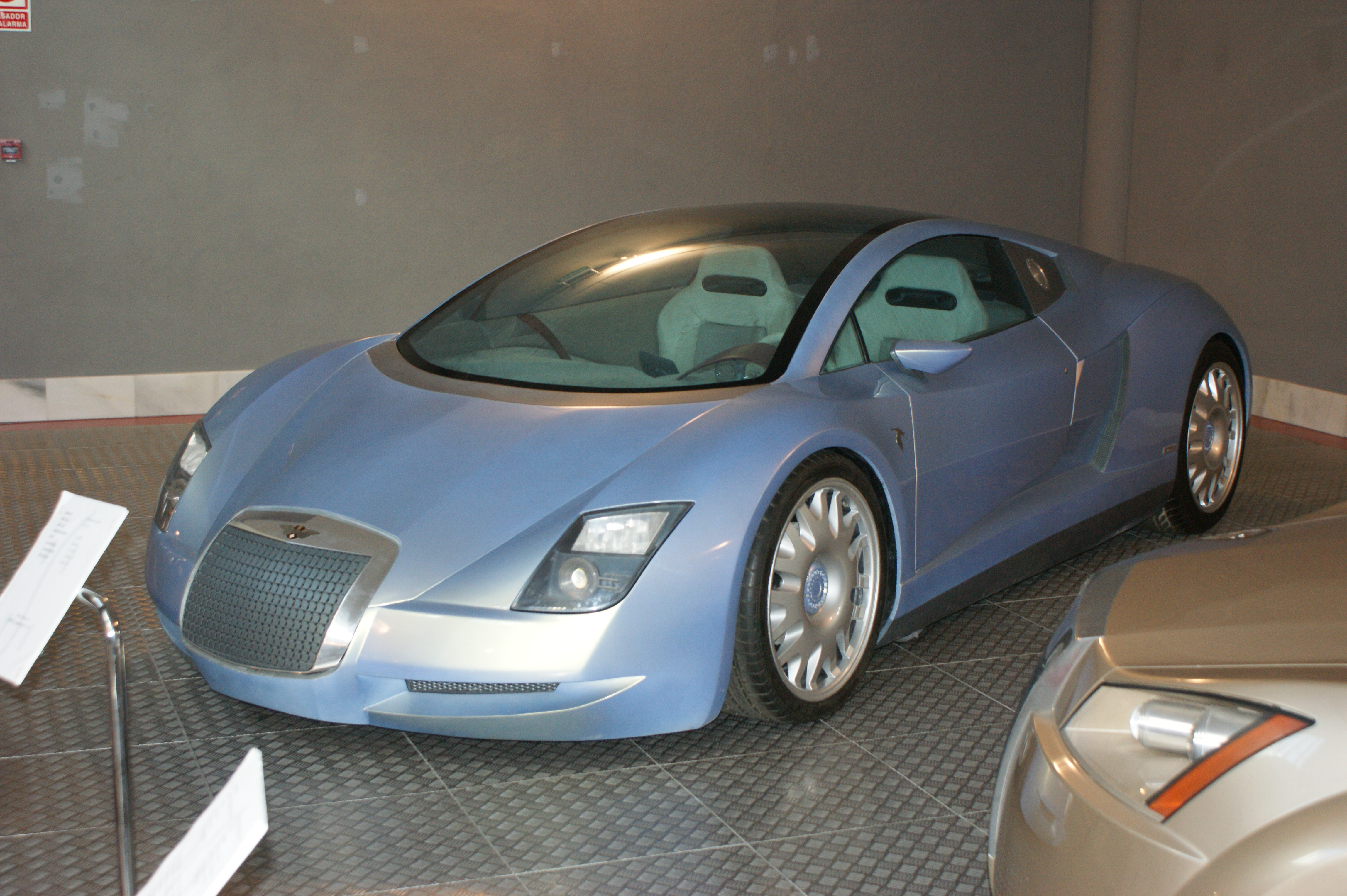
Hispano-Suiza HS21 2000 року

У 2000 році на Женевській автомобільній виставці представили прототип Hispano-Suiza HS21, дизайн кузова якого був створений Франсіско Віллафанезом. Кузов був встановлений на шасі Renault Spider, проте, не дивлячись на наявність ходової, мотора в прототипі не було.

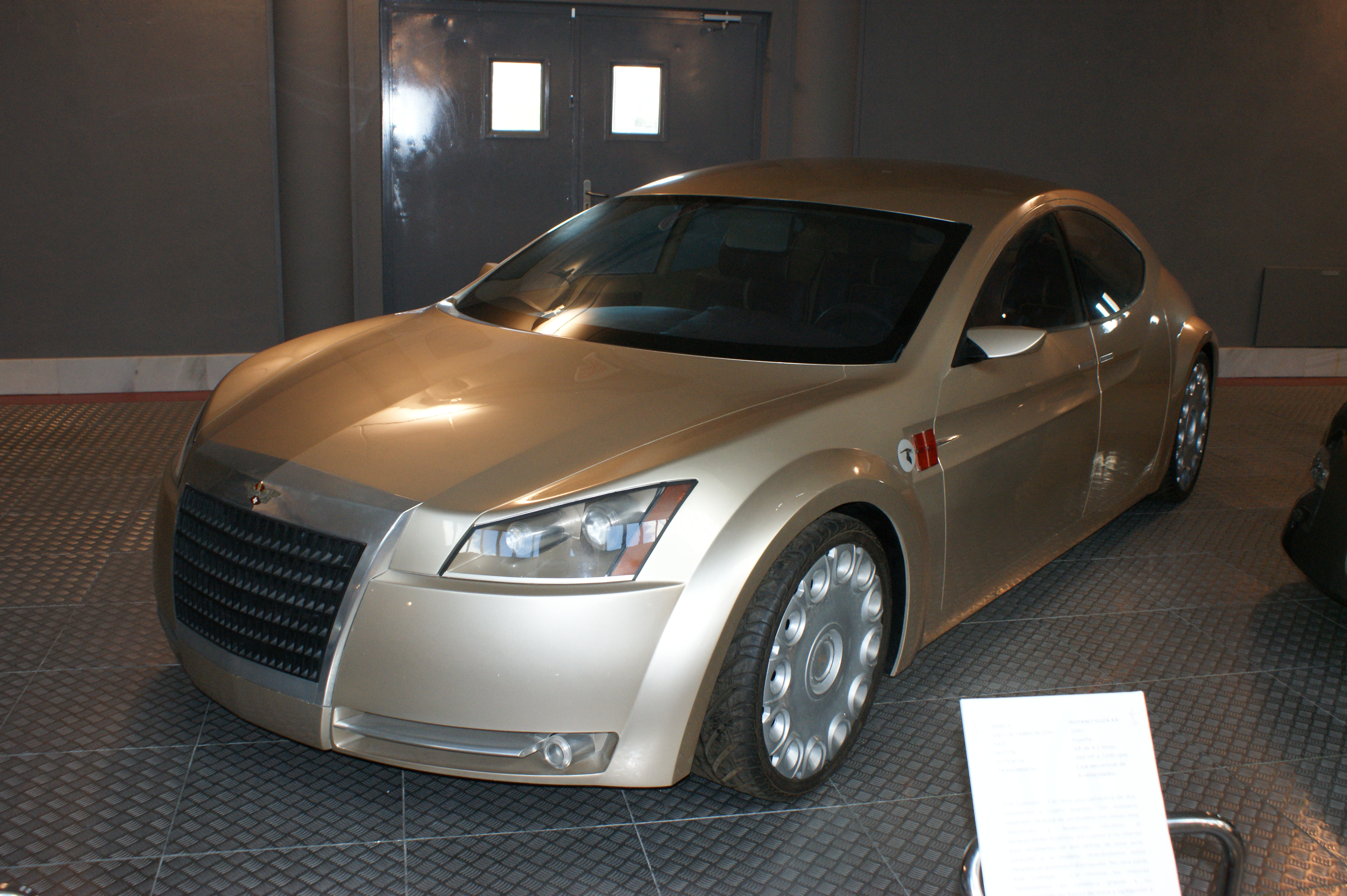
Hispano-Suiza К8 2001 року

Через рік будується новий прототип К8, мабуть, з натяком на останній серійний "Хіспано-Сюїза", який випускався у французькому підрозділі в 30-х роках. В цей автомобіль з кузовом седан був встановлений 8-циліндровий двигун фірми "Ауді", ходова і трансмісія також були запозичені у А8.

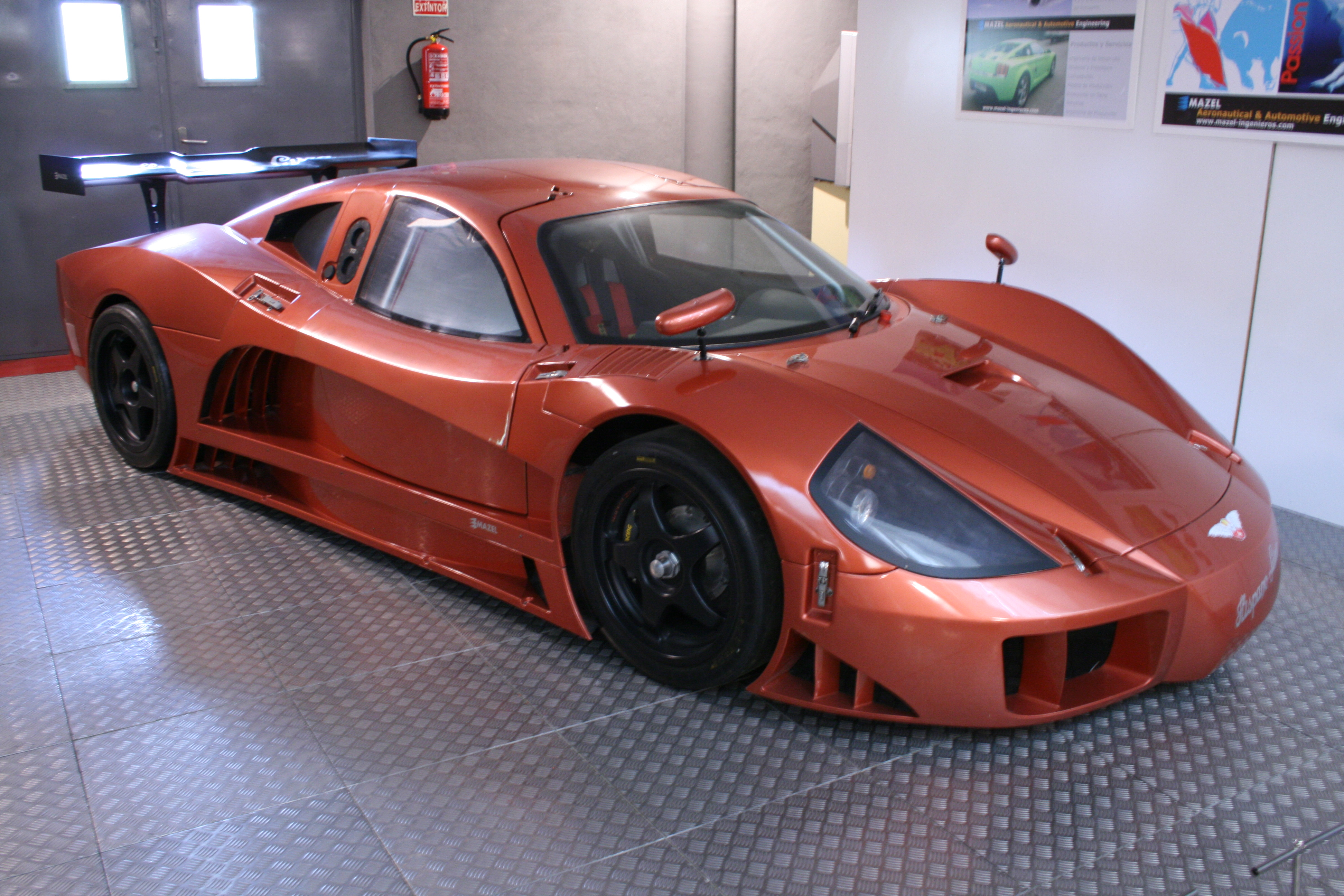
Hispano-Suiza HS21-GTS 2002 року

У 2002 році публіці показується прототип, який міг би брати участь у 24-годинних перегонах Ле Ман — HS21-GTS. Цей автомобіль був подальшою розробкою на базі прототипу 2000 року, тільки цього разу вже встановили 7 л мотор V8, потужністю 600 сил і 6-ступінчасту секвентальну коробку передач, далі побудови одного прототипу справа не пішла.
У 2004 році були показані ті ж прототипи, які поміняли свою кольорову гаму, до 2010 року Мазель нічим не потрясав світ. 2010 року показали перелицьований Audi R8. Потужність 5.2 л мотора була доведена до 750 сил, розгін до 100 за 3.4 с. Оголошена ціна дорівнювала 700 000 євро, при тому, що "Ауді" коштує 160 000 євро (ціни в Європі).

## Список легкових автомобілів La Cuadra
- 1899 - La Cuadra 1
- 1900 - La Cuadra 2
  - La Cuadra 4,5HP
  - La Cuadra 7,5HP

## Список автомобілів Castro
- 1902 - Castro 10HP
  - Castro 20HP
- 1903 - Castro 14HP

## Список легкових автомобілів Hispano-Suiza
- 1904 - Hispano-Suiza 14CV
  - Hispano-Suiza 20CV
- 1906 - Hispano-Suiza 20/24CV
  - Hispano-Suiza 35/40CV
- 1907 - Hispano-Suiza 40/50CV
  - Hispano-Suiza 60/75CV
  - Hispano-Suiza 20/30CV
- 1908 - Hispano-Suiza 12/15CV
- 1909 - Hispano-Suiza 30/40CV
- 1910 - Hispano-Suiza T15 (45CV)
- 1912 - Hispano-Suiza 15/45 Alfonso XIII
- 1913 - Hispano-Suiza 12CV
  - Hispano-Suiza 15/20CV
- 1914 - Hispano-Suiza T24
  - Hispano-Suiza T26
  - Hispano-Suiza T23
- 1916 - Hispano-Suiza T30
  - Hispano-Suiza T32
- 1919 - Hispano-Suiza H6 (T46)
- 1923 - Hispano-Suiza H6C (T56)
  - Hispano-Suiza T48
  - Hispano-Suiza T49
- 1924 - Hispano-Suiza I6
- 1926 - Skoda Hispano-Suiza 25/100SK
- 1929 - Hispano-Suiza T64
- 1931 - Hispano-Suiza HS26
  - Hispano-Suiza J12 (T68)
- 1934 - Hispano-Suiza T60
  - Hispano-Suiza K6 (T70)

## Список літаків Hispano-Suiza

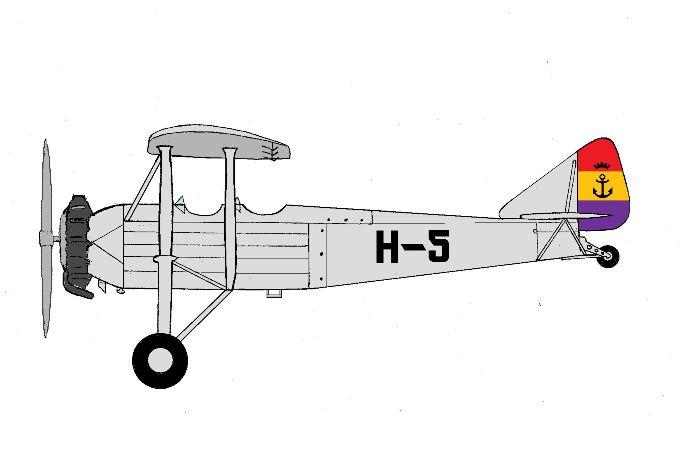
Hispano Suiza E-30

- 1919 - Hispano Barrón
- 1930 - Hispano-Suiza E-30
- 1935 - Hispano-Suiza E-34